# Capsicum

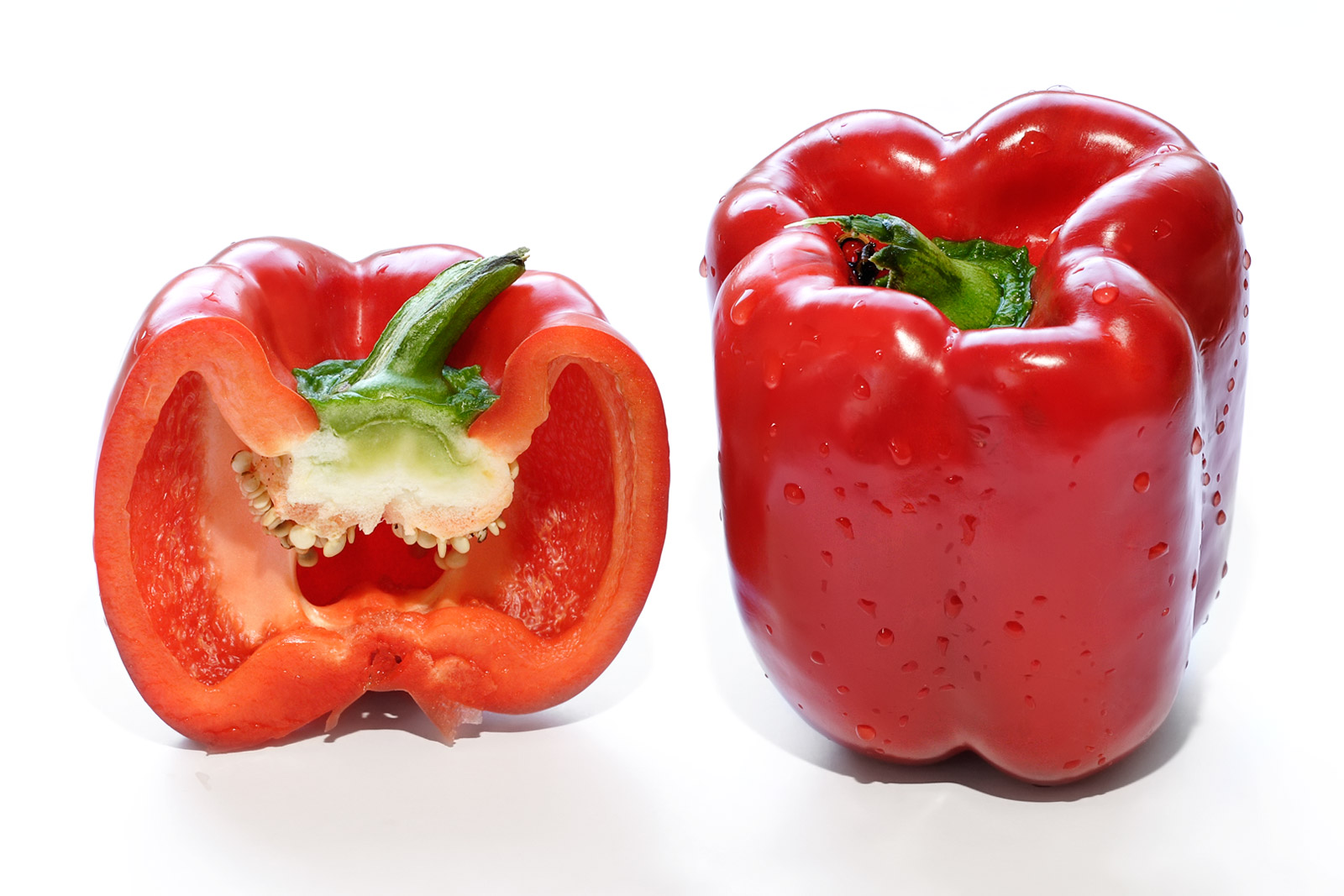
Ardei roșu gras

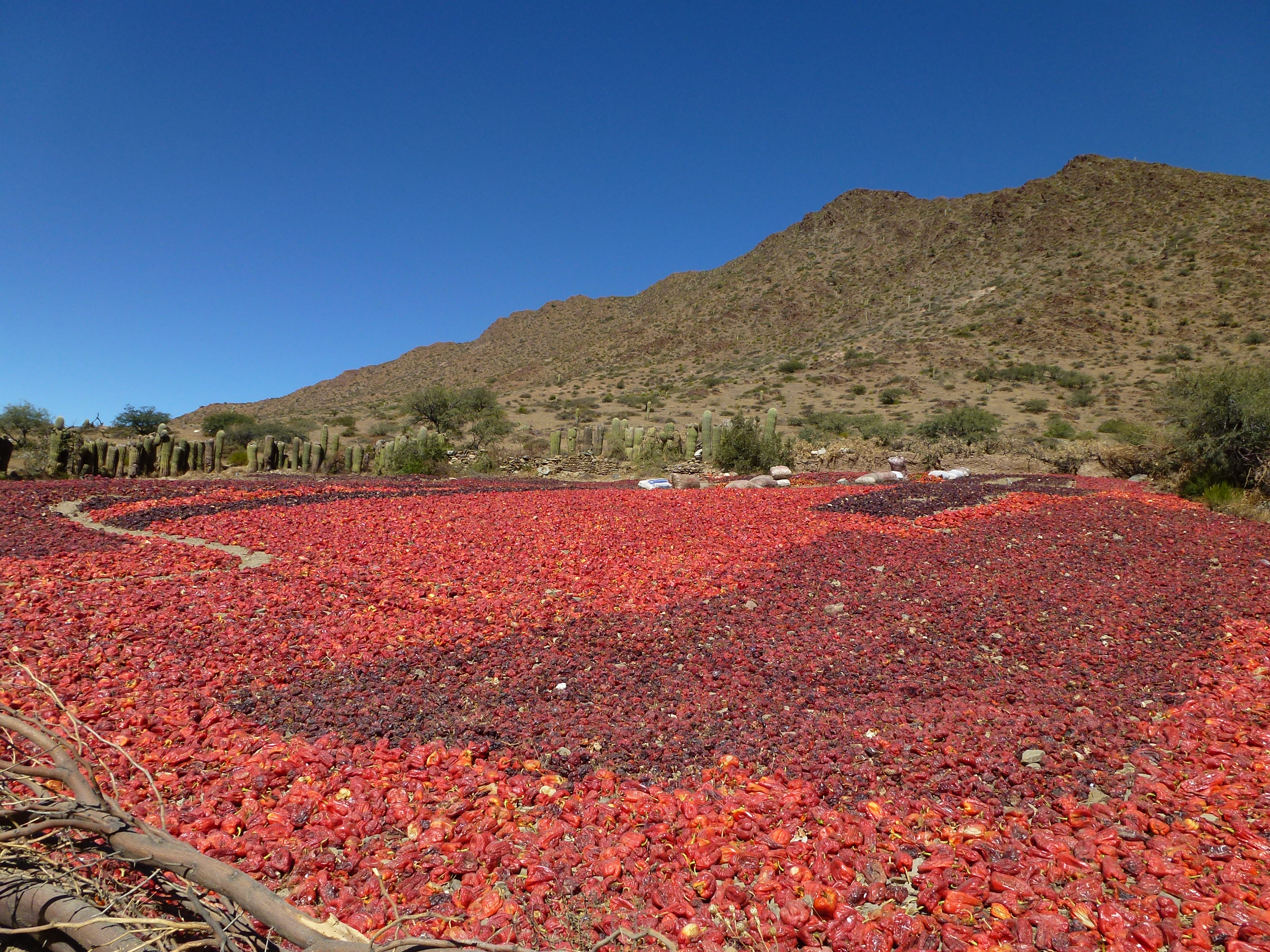
Capsicum

Capsicum (ardei) este un gen de plante cu flori din familia Solanacee, originar din America, cultivat în întreaga lume pentru fructele sale care sunt folosite în bucătărie ca legume. Din acest gen fact parte ardeiul gras, gogoșarul, ardeiul lung (capia/Kapia) și ardeiul iute (chili). Din aceste plante se poate obține un condiment picant, numit boia de ardei (paprika). Cea mai utilizată specie în consumul alimentar este Capsicum annuum.

## Etimologie și nume
Numele generic poate proveni ori din latinescul capsa, ce înseamnă „cutie”, probabil făcând aluzie la amplasarea semințelor în interiorul fructului care e în majoritate gol, ori din grecescul κάπτω kapto, „a înghiți”. 
Termenul pentru ardei iute, chilli provine din cuvântul nahuatl chilli, care se referă la un soiuri picante de Capsicum. Diferite soiuri au fost cultivate în America de Sud, unde sunt cunoscute ca ajíes (singular ají), din termenul quechua pentru Capsicum.
Din punct de vedere botanic, fructele sunt clasificate drept fructe de pădure (boabe).

## Taxonomie
Ardeii sunt plante solanacee din tribul Capsiceae și sunt strâns înrudite cu Lycianthes.  Arborele filogenetic al ardeiului este :
- Solanaceae
  - Solanoideae
    - Capsiceae
      - Capsicum
        - Vezi Lista speciilor

      - Lycianthes

  - Nicotianoideae

## Istorie
Capsicum provine din America de Sud și America Centrală 
Ardeiul a fost cultivat cel puțin începând cu anul 3000 î.Hr., așa cum demonstrează rămășițele de ardei iute găsite în ceramica din Puebla și Oaxaca.

## Condiții de creștere
Condițiile ideale de creștere pentru ardei presupun un loc însorit cu sol cald, lutos, în mod ideal de 21-29 °C, umed, dar nu îmbibat cu apă. Solurile extrem de umede pot reduce germinarea și pot duce la ofilirea  răsadurilor. 
Plantele vor tolera (dar nu le plac) temperaturi de până la 12 °C și sunt sensibile la frig. Ardeiul nu este sensibil la fotoperioade, adică înflorirea nu este dependentă de lungimea zilei. Florile se pot autopoleniza. Cu toate acestea, la temperaturi extrem de ridicate, 30-38 °C, polenul își pierde viabilitatea, iar florile sunt mult mai puțin probabil să producă fructe.

## Specii și soiuri

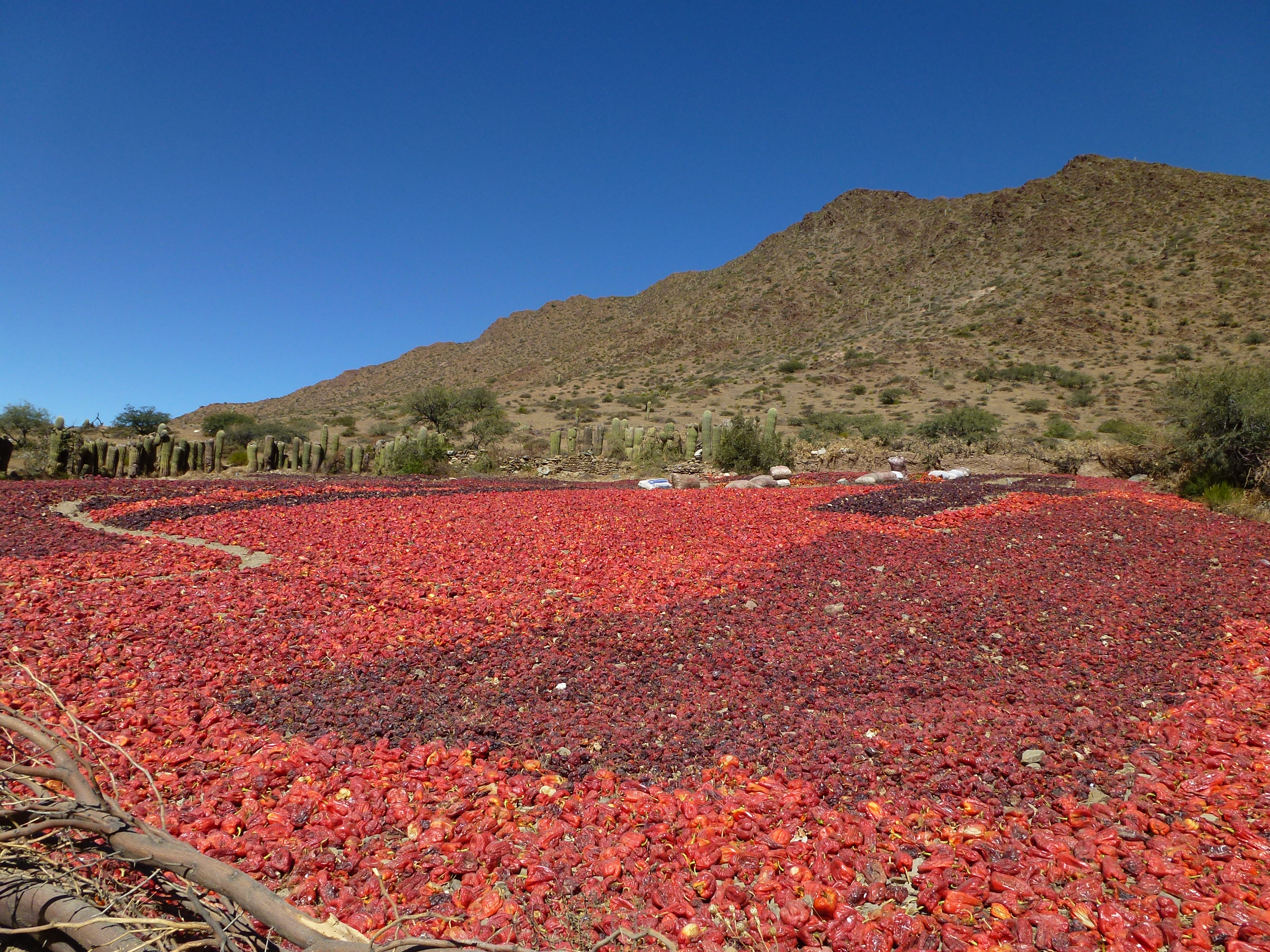
Ardeii roșii din Cachi, Argentina se usucă la aer înainte de a fi transformați în pulbere

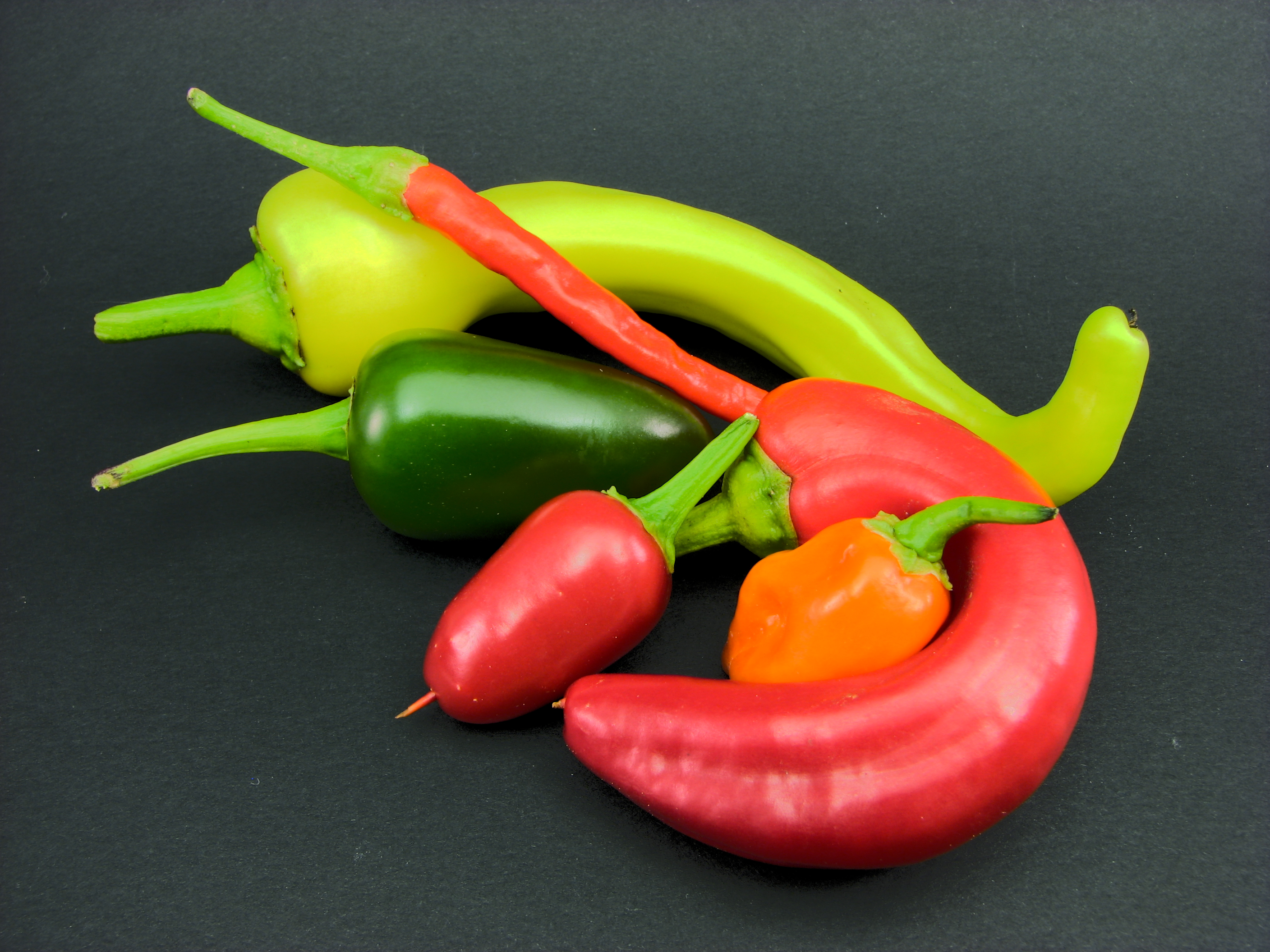
Un aranjament de ardei iuți (chili), inclusiv ardei jalapeño (verde închis), banană (verde deschis), cayenne (roșu, subțire) și habanero (portocaliu).

Capsicum conține peste 40 de specii distincte , dintre care cinci sunt cultivate pe scară largă: C. annuum, C. baccatum, C. chinense, C. frutescens și C. pubescens.  Relațiile filogenetice dintre specii au fost investigate folosind date biogeografice, morfologice,  chimiosistematice,  de hibridizare  și genetice  . Fructele de ardei pot varia enorm ca formă, culoare și dimensiune atât intra-specii, cât și inter-specii, ceea ce a condus la confuzii cu privire la relațiile dintre taxoni.  Studiile chimiosistematice au ajutat la diferențiera soiurilor și speciilor. De exemplu, C. baccatum var. baccatum are aceleași flavonoide ca și C. baccatum var. pendulum, ceea ce i-a făcut pe cercetători să creadă că cele două grupuri aparțin aceleiași specii. 
Multe soiuri din aceeași specie pot fi utilizate în multe moduri diferite; de exemplu, C. annuum include soiurile de „ardei gras”, care este vândut atât în starea sa verde imatură, cât și în starea sa coaptă roșie, galbenă sau portocalie. Aceeași specie are și alte soiuri, cum ar fi ardeiul Kapia (folosit adesea copt pentru salate, sosuri sau conserve), ardeiul ancho uscat (care înainte de a fi uscat este denumit poblano), ardeiul jalapeño folosit pentru a face jalapeño afumat, cunoscut sub numele de chipotle. Temenul de ardei iute, folosit deseori pentru a face boia de ardei, de la dulce până la iute, se referă la ardeii care conțin capsaicină și pot face parte din cel puțin trei specii diferite de capsicum: C. anuum, C. chinense sau C. frutescens.
Se crede că Peru este țara cu cea mai mare diversitate cultivată de Capsicum, deoarece soiurile din toate cele cinci specii domestice sunt vândute în mod obișnuit pe piețe, spre deosebire de alte țări. Bolivia este considerată a fi țara în care se consumă cea mai mare diversitate de ardei Capsicum sălbatici. Consumatorii bolivieni disting două forme de bază: ulupicas, specii cu fructe rotunde mici, inclusiv C. eximium, C. cardenasii, C. eshbaughii și C. caballeroi ; și arivivis, cu fructe mici alungite inclusiv C. baccatum var. soiurile baccatum și C. chacoense . 

### Lista speciilor
Surse: 
- Capsicum annuum L.
  - glabriusculum var.
  - New Mexico Group
- Capsicum baccatum⁠(en)[traduceți] L.
- Capsicum benoistii Hunz. ex Barboza
- Capsicum buforum⁠(sv)[traduceți] Hunz.
- Capsicum caatingae⁠(de)[traduceți] Barboza & Agra
- Capsicum caballeroi⁠(es)[traduceți] M. Nee
- Capsicum campylopodium⁠(de)[traduceți] Sendtn.
- Capsicum carassense⁠(de)[traduceți] Barboza & Bianch.
- Capsicum cardenasii⁠(en)[traduceți] Heiser & P. G. Sm.
- Capsicum ceratocalyx⁠(de)[traduceți] M. Nee
- Capsicum chacoense⁠(en)[traduceți] Hunz.
- Capsicum chinense⁠(en)[traduceți] Jacq.
- Capsicum coccineum (Rusby) Hunz.
- Capsicum cornutum⁠(es)[traduceți] (Hiern) Hunz.
- Capsicum dimorphum (Miers) Kuntze
- Capsicum dusenii Bitter
- Capsicum eshbaughii Barboza
- Capsicum eximium⁠(en)[traduceți] Hunz.
- Capsicum flexuosum⁠(en)[traduceți] Sendtn.
- Capsicum friburgense⁠(de)[traduceți] Bianch. & Barboza
- Capsicum frutescens⁠(en)[traduceți] L.
- Capsicum galapagoense⁠(de)[traduceți] Hunz.
- Capsicum geminifolium (Dammer) Hunz.
- Capsicum havanense Kunth
- Capsicum hookerianum (Miers) Kuntze
- Capsicum hunzikerianum⁠(de)[traduceți] Bianch. & Barboza
- Capsicum lanceolatum⁠(en)[traduceți] (Greenm.) C.V.Morton & Standl.
- Capsicum leptopodum (Dunal) Kuntze
- Capsicum longidentatum⁠(de)[traduceți] Agra & Barboza
- Capsicum longifolium⁠(de)[traduceți] Barboza & S. Leiva
- Capsicum lycianthoides Bitter
- Capsicum minutiflorum (Rusby) Hunz.
- Capsicum mirabile⁠(en)[traduceți] Mart. ex Sendtn.
- Capsicum mositicum Toledo
- Capsicum neei Barboza & X. Reyes
- Capsicum parvifolium Sendtn.
- Capsicum pereirae⁠(de)[traduceți] Bianch. & Barboza
- Capsicum pubescens⁠(en)[traduceți] Ruiz & Pav.
- Capsicum piuranum⁠(de)[traduceți] S. Leiva & Barboza
- Capsicum praetermissum⁠(en)[traduceți] Heiser & Smith
- Capsicum ramosissimum Witasek
- Capsicum recurvatum⁠(es)[traduceți] Witasek
- Capsicum regale Barboza & Bohs
- Capsicum rhomboideum⁠(en)[traduceți] (Dunal) Kuntze
- Capsicum schottianum⁠(es)[traduceți] Sendtn.
- Capsicum scolnikianum Hunz.
- Capsicum spina-alba (Dunal) Kuntze
- Capsicum stramoniifolium (Kunth) Standl.
- Capsicum tovarii⁠(es)[traduceți] Eshbaugh et al.
- Capsicum villosum⁠(es)[traduceți] Sendtn.

### Amplasat anterior aici
- Tubocapsicum anomalum (Franch. & Sav.) Makino (ca C. anomalum Franch. & Sav. )
- Vassobia fasciculata (Miers) Hunz. (ca C. grandiflorum Kuntze )
- Witheringia stramoniifolia Kunth (ca C. stramoniifolium (Kunth) Kuntze )

### Genetică
Majoritatea speciilor Capsicum sunt din categoria cromozomială 2n=2x=24. Câteva dintre speciile nedomesticate sunt 2n=2x=32.  Toate sunt diploide. Genoamele lui Capsicum annuum și Capsicum chinense au fost finalizate în 2014. Genomul Capsicum annuum are aproximativ 3,48 Gb, ceea ce îl face mai mare decât genomul uman. Peste 75% din genomul ardeiului este compus din elemente transpozabile, în mare parte elemente țigane, distribuite pe scară largă în întregul genom. Distribuția elementelor transpozabile este invers corelată cu densitatea genelor. Se estimează că ardeiul are 34.903 de gene, aproximativ același număr ca și roșia și cartoful, două specii înrudite din familia Solanaceae. 

### Creștere
Multe tipuri de ardei au fost și continuă să fie selectate pentru trăsăturile specifice fructelor, pencum iuțimea, mărimea, aroma și culoarea, dar și pentru agro-comercializare cum ar fi randamentul și rezistența specifică la dăunători, boli și stres abiotic. Înmulțirea are loc în mai multe medii,  în funcție de utilizarea soiului final, incluzând, dar fără a se limita la, medii convenționale, organice, hidroponice, cu seră și cu umbră.
Mai multe programe de reproducere sunt conduse de diverse corporații și universități. În Statele Unite, Universitatea de Stat din New Mexico a lansat mai multe soiuri în ultimii câțiva ani.  Universitatea Cornell a lucrat pentru a dezvolta soiuri adaptate la nivel regional care funcționează mai bine în climate mai reci și umede. Și alte universități, cum ar fi Universitatea din California Davis, Universitatea Wisconsin–Madison, Universitatea de State din Oregon sau Universitatea de Stat din Michigan, au programe pentru cercetarea și îmbunătățirea soiurilor de Caspicum. Multe companii de semințe de legume cresc și dezvoltă diverse tipuri de ardei.

## Clasificare

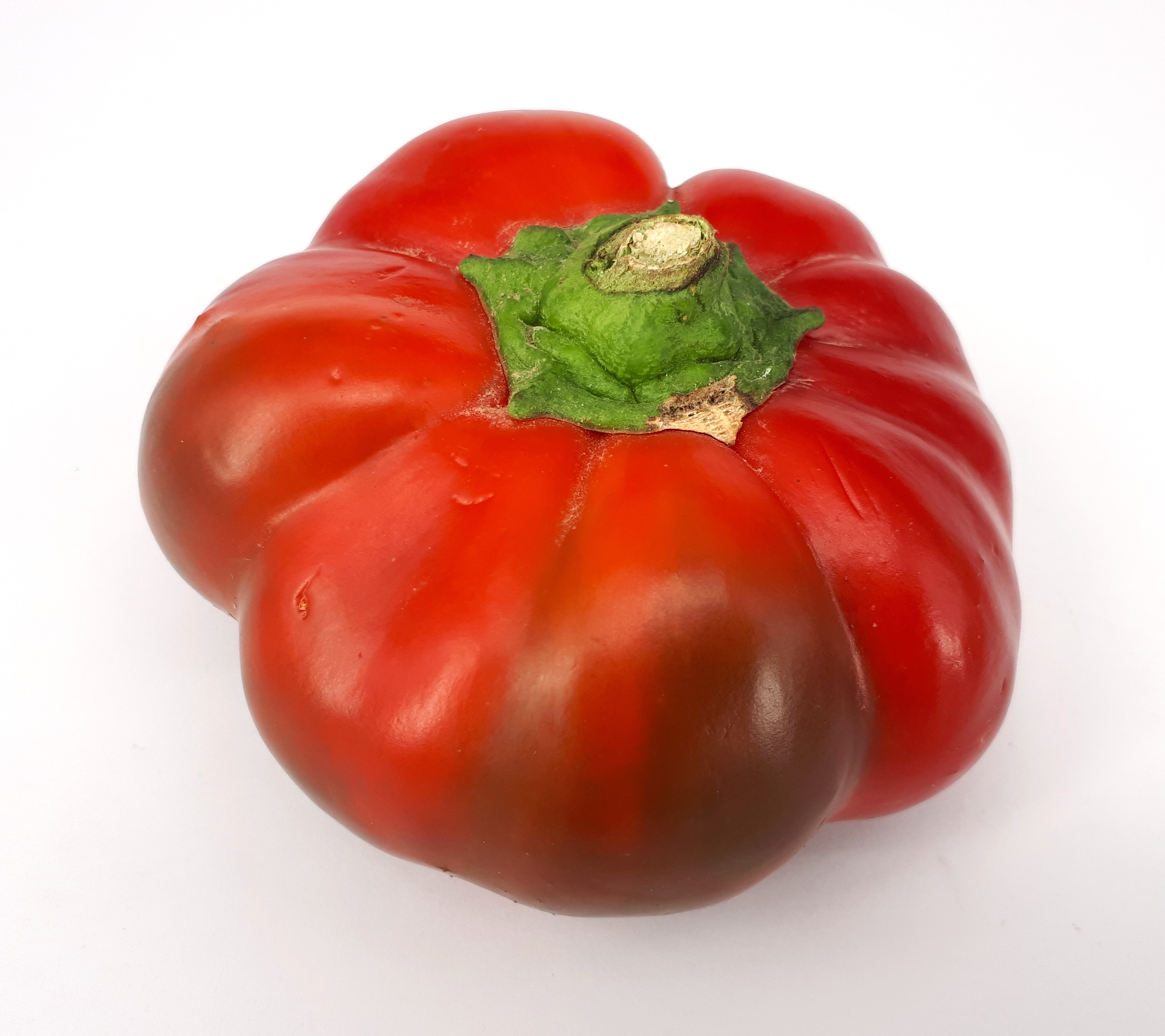
Gogoșar (C. anuum)

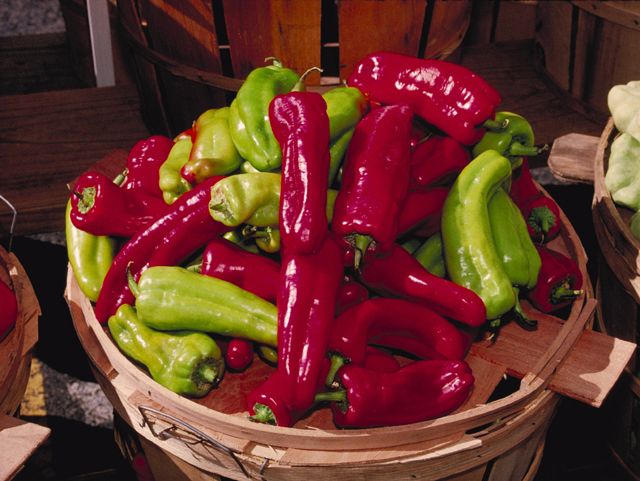
Ardei capia (Kapia), numit și 'cubanelle'

În România, Capsicum sunt în general clasificați după trasăturile fructului.
Clasificare după formă și mărime :
- Ardei lung, numit și capia, Kapia, ureche de elefant sau cubanelle: Au formă conică, dulce și carnoasă, de obicei de culoare roșie. Sunt folosiți pentru coacere, sosuri, umpluturi și conservare. Soiuri romănești sunt Alexandru, Carpatin, Dumbo, Laba ursului, Napoca.
- Ardei gras: Sunt ardei mari, de formă dreptunghiulară sau pătrată. Se folosesc de obicei cruzi în salate sau gătiți în supe, ciorbe și tocănițe sau umpluți. Au o mare varietate de culori. Soiuri românești sunt Barbara, Daciana, Galia, Remus, Turda, Valahia, iar internationale California Wonder și Gigant
- Ardei gogoșar: Sunt dulci, cărnoși și aplatizați, cu formă 'florală' specifică, roșii, folosiți adesea pentru coacere, murare și preparate tradiționale. Soiuri românești sunt Bucur, Scorilo, Stef, Tiberius, Traian, Vlad.

Clasificare după cantitatea de capsaicină:
- Ardei Dulci: Aceștia au un gust dulce, nepicant, fără capsaicină. Sunt folosiți pentru salate, gătire, grătar și umpluturi.
- Ardei iuți: Au gust iute, picant, conțin capsaicină și se folosesc pentru a adăuga picanterie în diverse feluri de mâncare. În România sunt folosiți în stare crudă, murată, sau pulverizați în boia de ardei (paprika). Cunoscuți și sub numele de chili, acești ardei pot face parte din cinci specii domestice de Capsicum: C. annuum, C. frutescens, C. chinense, C. pubescens și C. baccatum. Soiuri românești de ardei iute din specia C. annuum sunt Dracula, Iancu, Pintea.

## Capsaicină

Capsaicina.

Fructul majorității speciilor de Capsicum conține capsaicină (metil-n-vanilil nonenamidă), o substanță chimică lipofilă care poate produce o senzație de arsură (iute, picantă). Majoritatea mamiferelor consideră acest lucru neplăcut, în timp ce păsările nu sunt afectate.  Secreția de capsaicină protejează fructul de consumul de către insecte  și mamifere, în timp ce culorile strălucitoare atrag păsările care vor dispersa semințele și sunt imune la capsaicină.
Cantitatea de capsaicină este măsurată în unități de măsură Scoville (SHU) care variază semnificativ între speciile și soiurile Capsicum. De exemplu, un ardei gras tipic (C. anuum) are o valoare de zero SHU, iar un Jalapeño (C. anuum) are o valoare de 4000–8000 SHU. În 2017, Cartea Recordurilor Guinness a enumerat Carolina Reaper (C. chinense) drept cel mai iute ardei din lume la 1.641.183 SHU, conform testelor efectuate de Universitatea Winthrop din Carolina de Sud, Statele Unite. Recordul curent, stabilit în 2023, este deținut de Pepper X (C. chinense), cu mai mult de 2.69 milioane SHU.
Capsaicina este prezentă în cantități mari în țesutul placentar (care conține semințele), membranele interne și, într-o măsură mai mică, în celelalte părți cărnoase ale fructelor. Semințele în sine nu produc capsaicină, deși cea mai mare concentrație de capsaicină se găsește în țesutul alb din jurul semințelor.  Cea mai mare parte a capsaicinei dintr-un ardei iute este concentrată în bășici aflate pe epiderma nervurilor interioare (septuri) care împart camerele fructului (numite locule) de care sunt atașate semințele. 
Un studiu privind producția de capsaicină în fructele de C. chinense a arătat că: 1) capsaicinoizii sunt produși numai în celulele epidermice ale septurilor interloculare ale fructelor picante, 2) formarea de vezicule are loc numai ca urmare a acumulării de capsaicinoide, 3) cantitatea de capsaicină și formarea veziculelor sunt controlate de un singur locus genetic, Pun1, pentru care există cel puțin două alele recesive care au ca rezultat ne-picanteria fructelor C. chinense. 
Cantitatea de capsaicină din fructe este foarte variabilă și depinde de genetică și mediu. Cel mai recunoscut Capsicum fără capsaicină este ardeiul gras,  un soi de Capsicum annuum, care are un rating zero pe scara Scoville. Lipsa capsaicinei din ardeiul gras se datorează unei gene recesive care elimină capsaicina și, în consecință, gustului iute asociat de obicei cu restul genului Capsicum .  Există, de asemenea, alți ardei fără capsaicină, mai ales în cadrul speciilor Capsicum annuum, cum ar fi soiurile de ardei Kapia de genul Giant Marconi,  Yummy Sweets,  Jimmy Nardello  și Italian Frying Peppers  (cunoscut și sub numele de Cubanelle).
Deși piperul negru provoacă o senzație de arsură similară, aceasta este cauzată de o substanță diferită - piperina.

## Utilizare

### Consum alimentar

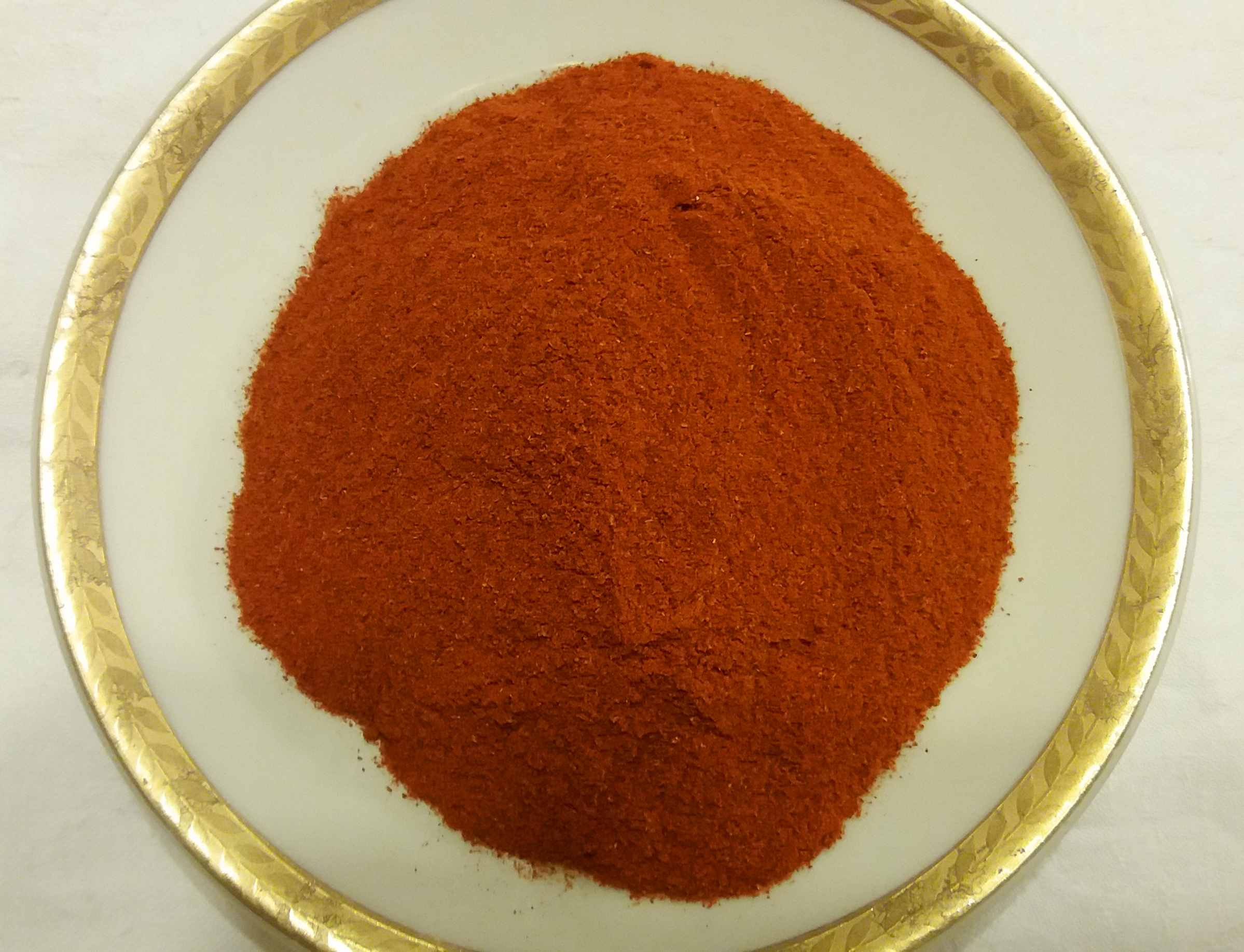
Boia de ardei (paprika)

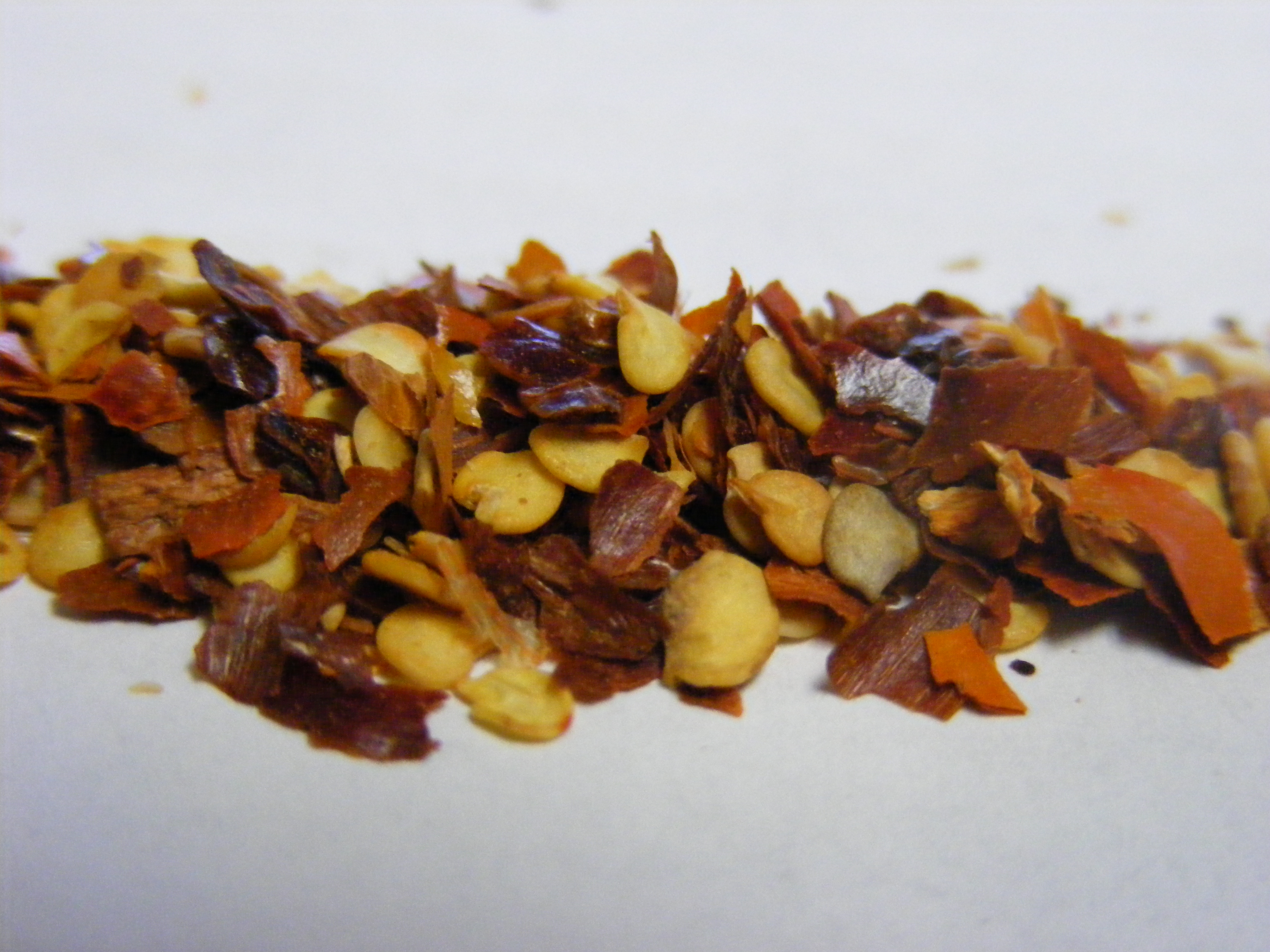
Ardei roșu uscat și făcut 'fulgi'

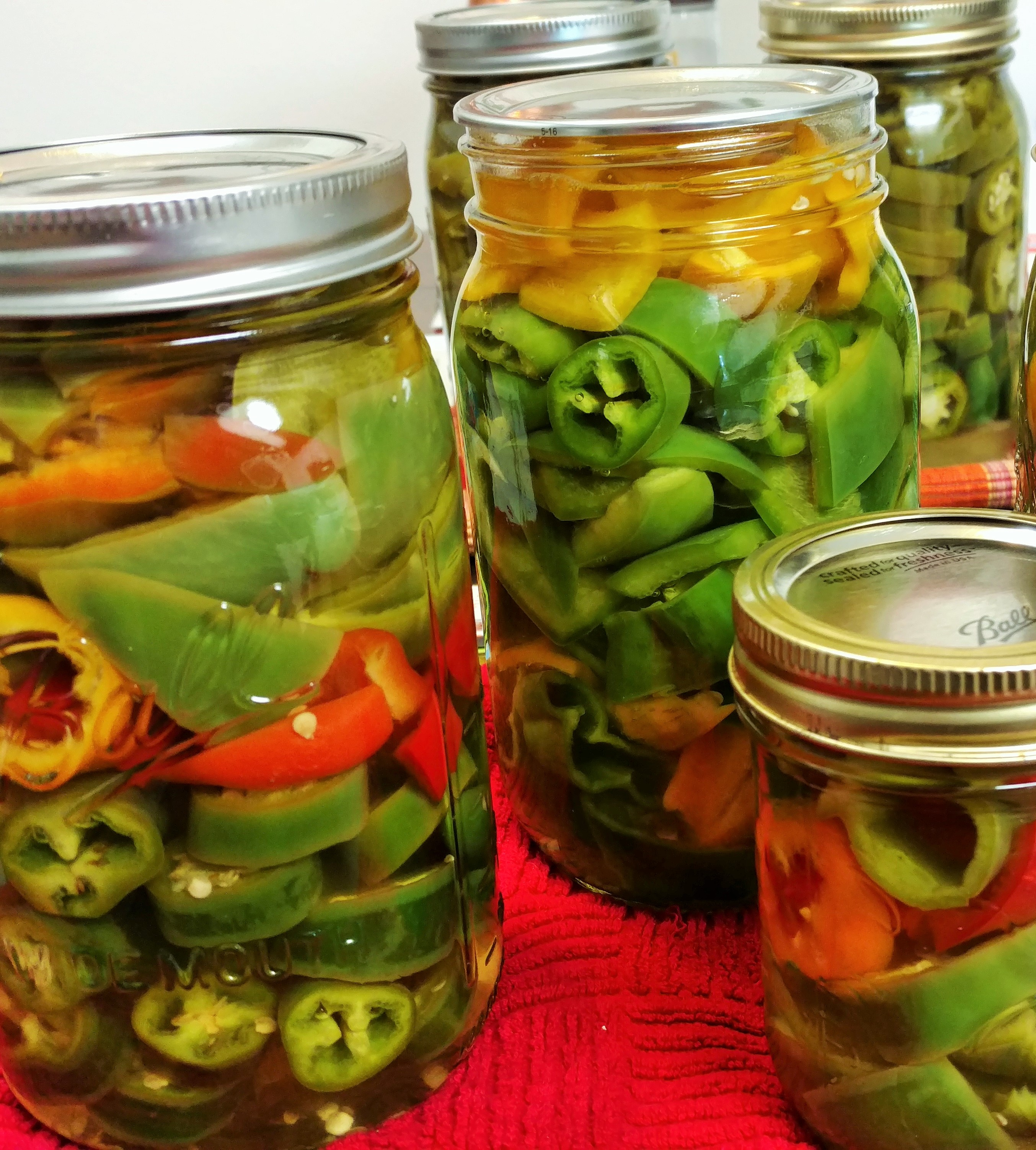
Ardei murați în oțet

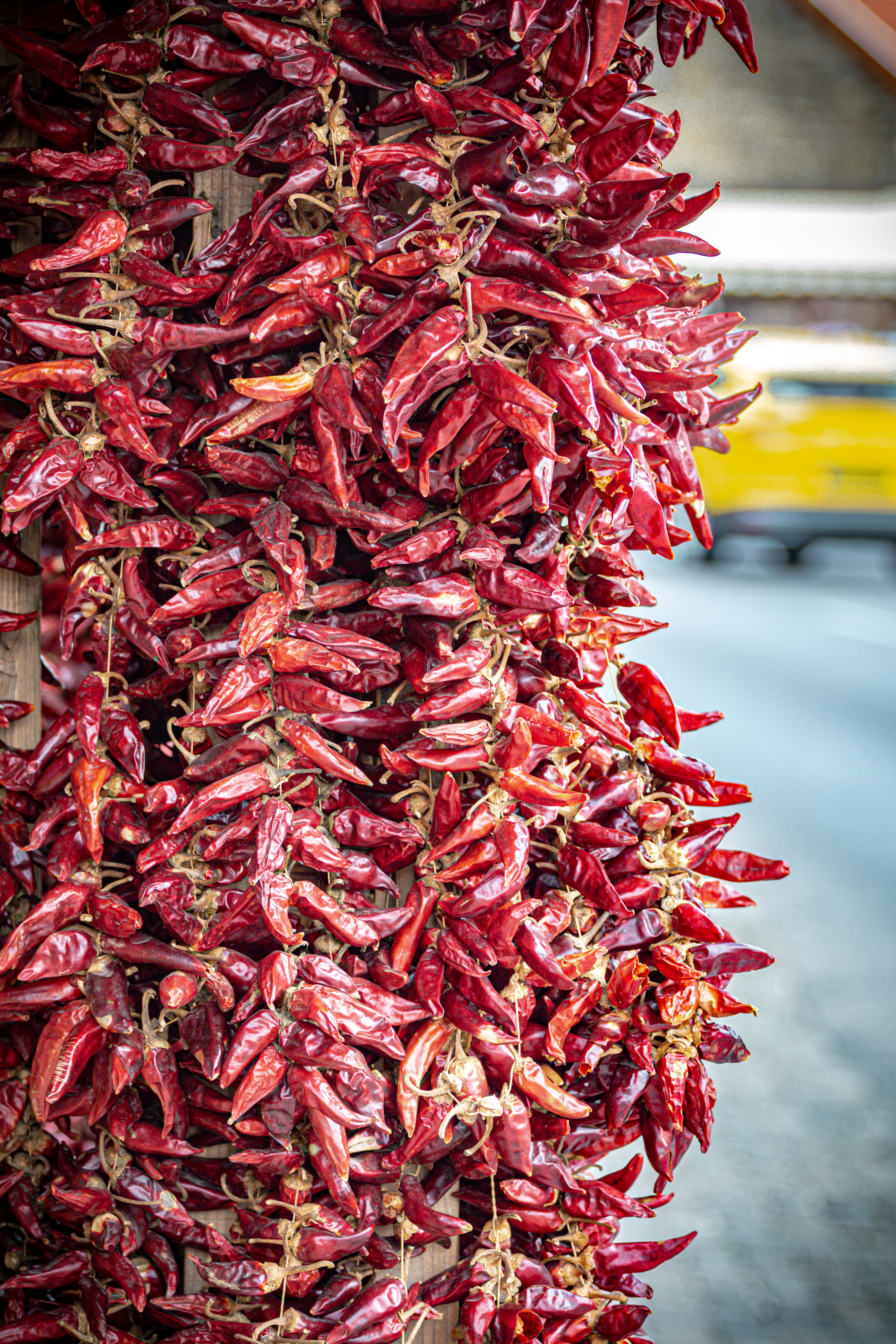
Ardei iuți uscați Tihany, Ungaria

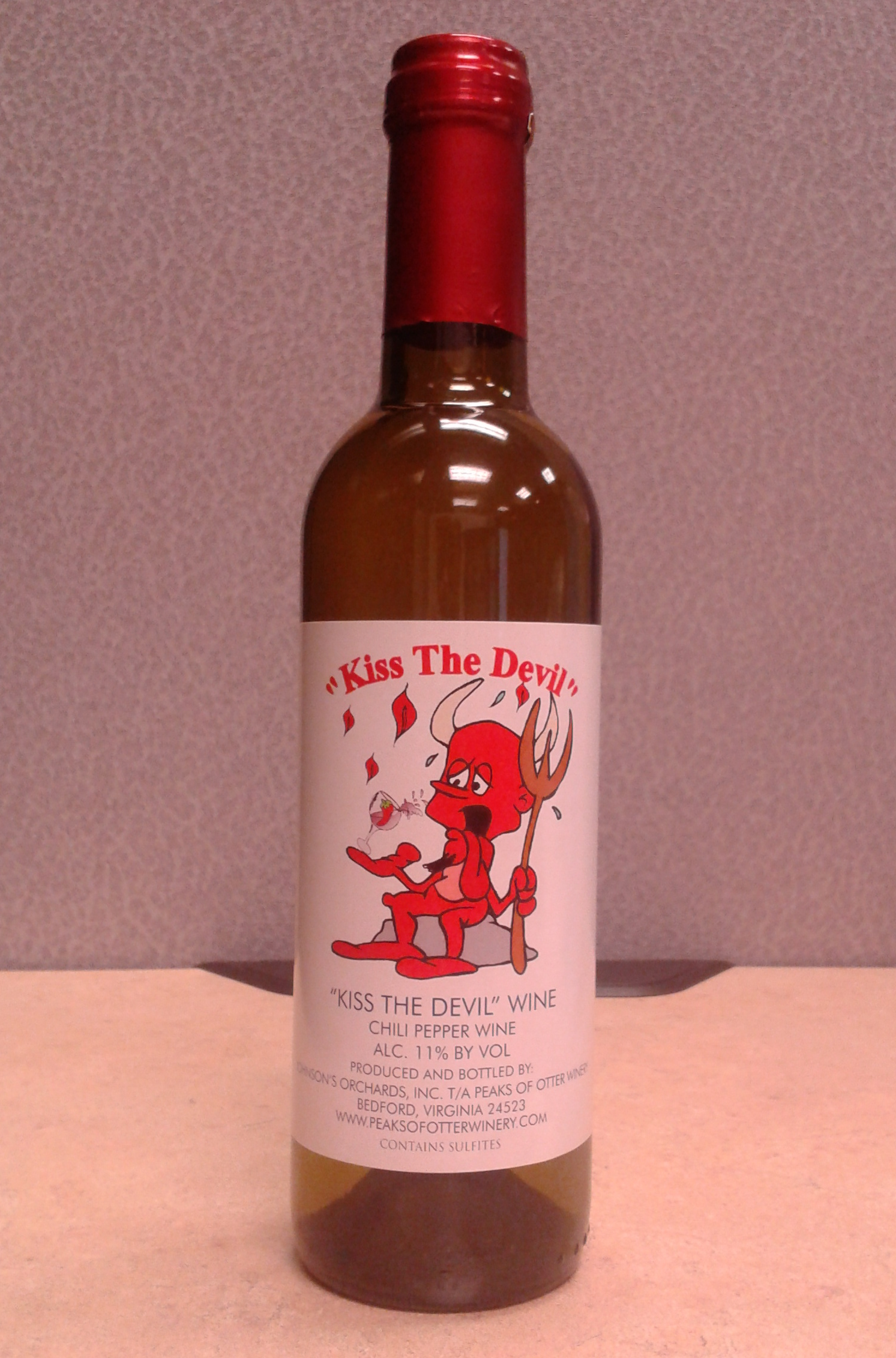
Vin cu ardei iute

Ardeii pot fi consumați cruzi în salate sau gătiți. Cele utilizate specii în gătit sunt C. annuum și C. frutescens, deși sunt folosite și mai rar și altele. 
Ardeii pot fi prăjiți (întregi sau tocați), fierți (în supe, ciorbe, tocănițe sau sosuri), copți, uscați, congelați, marinați sau umpluți cu umpluturi din brânză, carne sau orez. De asemenea, ei pot fi conservați sau murați. Ardeii uscați pot fi pulveritați pentru diverse condimente cum ar boia (paprika). Ardeii cruzi, murați sau marinați se adaugă frecvent la sandvișuri sau salate. Ardeii congelați pot fi folosiți în tocănițe, supe și salate. De asemea, ardeii sub orice formă pot fi încorporați în diverse sosuri.
Anumiți ardei pot fi conservați și sub formă de dulceață 
Conchistadorii spanioli au devenit curând conștienți de proprietățile culinare ale ardeilor și i-au adus înapoi în Europa, împreună cu cacao, cartofi, cartofi dulci, tutun, porumb, fasole și curcani prin schimbul columbian. I-au adus și în coloniile spaniole din Filipine, de unde s-a răspândit în Asia. Portughezii i-au adus în coloniile lor africane și asiatice, cum ar fi India. Toate soiurile au fost apreciate, dar cele iuți au fost deosebit de apreciate, pentru că puteau însufleți o dietă altfel monotonă în perioadele de restricție alimentară, cum ar fi în timpul oficiilor religioase.

#### Carte de bucate
Ardeiul este utilizat pe scară largă în bucătăria tradițională mexicană pentru a crea mâncăruri precum mole de Oaxacan.
Bucătăria spaniolă a beneficiat foarte mult de descoperirea ardeilor în Lumea Nouă și i-a încorporat imediat în multe mâncăruri, în așa fel încât azi este dificil de găsit mâncăruri spaniole fără ardei. Ardeiul măcinat sau boia de ardei, iute sau dulce, este un ingredient cheie în chorizo, care se numește apoi picant (dacă se adaugă ardei iute) sau dulce (dacă nu). Boia de ardei este, de asemenea, un ingredient important în mâncărurile cu orez și joacă un rol principal în mâncărurile cu calamar galician (polbo á feira). Ardeiul iute tocat este folosit în mâncăruri din pește sau miel, cum ar fi ajoarriero sau chilindrón. Pisto este o tocană vegetariană cu ardei iute și dovlecel ca ingrediente principale. Ardeii se mai pot adăuga, tocați mărunt, în gazpacho ca garnitură. În unele regiuni, șunculița este sărată și pudrată cu boia pentru conservare. Brânza poate fi, de asemenea, frecată cu boia de ardei, pentru a-i conferi aromă și culoare. Pentru arroz a banda se folosesc ardei iute rotunzi, denumiți ñoras.
După ce a fost introdus de portughezi, ardeiul iute a fost adoptat pe scară largă în Asia de Sud, Sud-Est și Est, în special în India, Thailanda, Vietnam, China și Coreea. Au fost dezvoltate mai multe soiuri noi în aceste țări, iar utilizarea lor în combinație cu (sau ca înlocuitor pentru) condimentele culinare „picante” existente, cum ar fi piperul negru și ardeiul de Sichuan, s-au răspândit rapid, dând naștere formelor moderne ale unor feluri de mâncare de bază, cum ar fi ca 'Channa masala', 'Tom yum', 'Laziji și Kimchi'. Acest lucru a influențat, la rândul său, bucătăria anglo-indiană și chineză americană, mai ales odată cu dezvoltarea formelor britanice și americane de pudră de curry (pe baza de preparate indiene de condimente precum Garam masala) și mâncăruri precum Puiul General Tso și Puiul Tikka Masala.

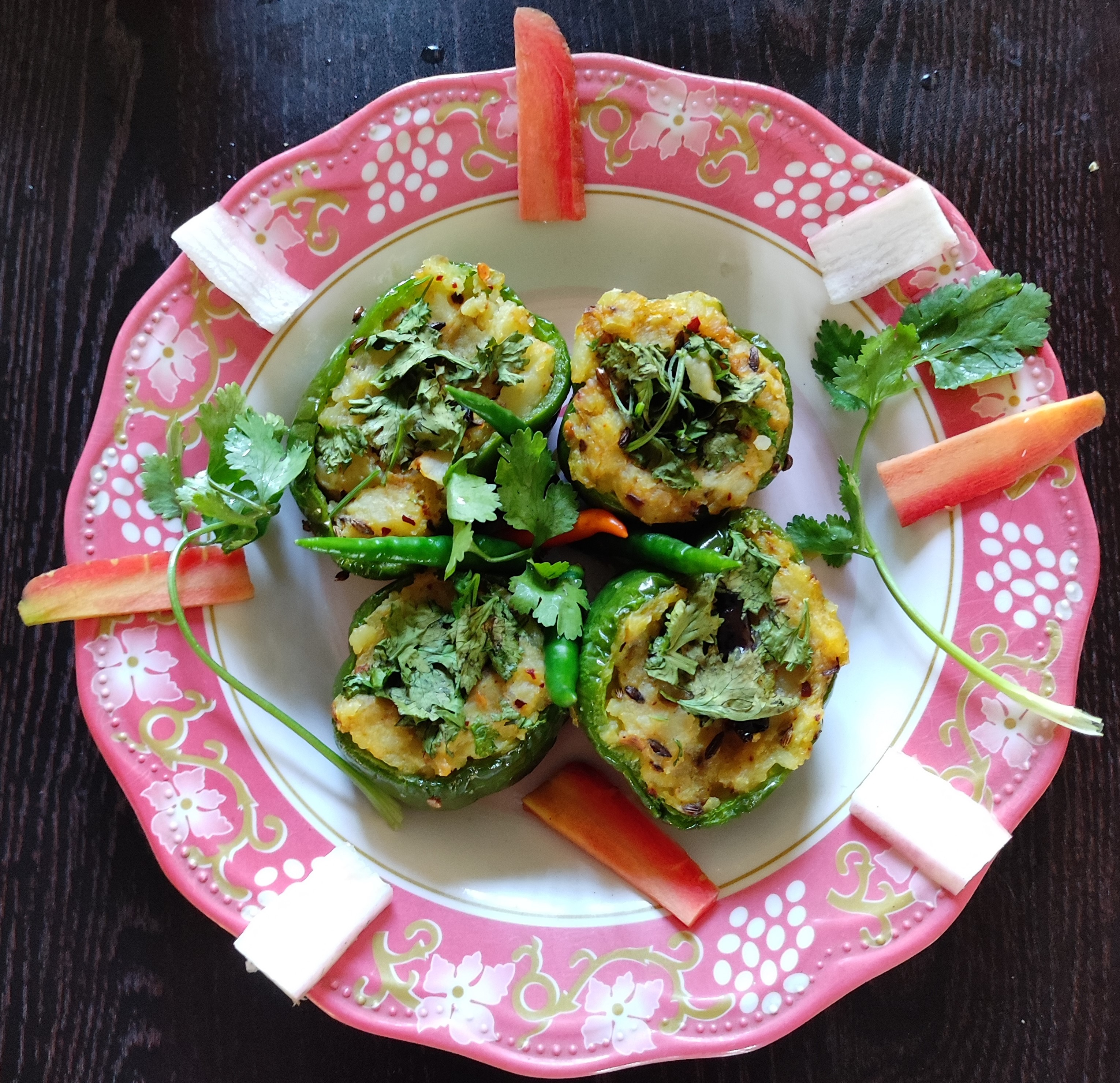
Ardei umpluți cu umplutură picantă de cartofi în Kolkata, India

Potrivit lui Richard Pankhurst, C. frutescens (cunoscut și sub numele de barbaré) a fost atât de important pentru bucătăria națională a Etiopiei, cel puțin încă din secolul al XIX-lea, „încât a fost cultivat extensiv în zonele mai calde, oriunde solul era propice”. Deși a fost cultivat în fiecare provincie, barbaré a fost extins în special în Yejju, „care aproviziona o mare parte din Showa, precum și alte provincii învecinate”. El menționează valea superioară a râului Golima ca fiind aproape în întregime dedicată cultivării acestei plante, unde a fost recoltată pe tot parcursul anului. 
În 2005, un sondaj de 2.000 de persoane a arătat că ardeiul este a patra legumă culinară preferată a Marii Britanii. 
În Ungaria, ardeiul galben dulce – împreună cu roșiile – sunt ingredientul principal al lecsó.
În România, Bulgaria, Serbia de Sud și Macedonia de Nord, ardeiul este, de asemenea, foarte popular. Ei pot fi consumați în salate, cum ar fi shopska salata; prăjit și apoi acoperit cu pasta de roșii, ceapă, usturoi și pătrunjel; sau umpluți cu o varietate de produse, cum ar fi carne tocată și orez, fasole sau brânză de vaci și ouă. Ardeii sunt, de asemenea, ingredientul principal în sosurile tradiționale  lyutenitsa și ajvar. Ei sunt la baza diferitelor feluri de feluri de mâncare cu legume murate, de exemplu turshiya. În România, ardeii sunt folosiți pe scară largă sub diverse forme: cruzi în salate, umpluți, ca bază pentru supe, ciorbe și tocăni, copți pentru salate sau murați. Gogoșarul murat este un ingredient tradițional nelipsit meselor de iarnă  românești. boia de ardei este un ingredient aproape nelipsit în cârnații tradiționali românesti. 
Ardeiul este, de asemenea, folosit în bucătăria italiană, iar soiurile iuți sunt folosite în toată partea de sud a Italiei ca un condiment comun (uneori servit cu ulei de măsline). Ardeii sunt folosiți în multe feluri de mâncare; pot fi gătiți singuri într-o varietate de moduri și sunt un ingredient fundamental pentru unele specialități, cum ar fi nduja.
Bucătăria din Sri Lanka folosește ardeii pe scară largă ca garnituri.
Poporul maya și aztec din Mesoamerica foloseau fructele Capsicum în băuturile de cacao ca aromă. 

### Alte întrebuințări
În civilizațiile popoarelor amerindiene, cum ar fi mayașii și aztecii, speciile de ardei, inclusiv 'C. annuum', au fost folosite pentru a trata multe boli. Astăzi, aceste practici încă există în anumite țări în curs de dezvoltare, folosindu-le pentru diverse presupuse proprietăți.. În vremuri mai recente, un extract de capsaicină în aerosoli, cunoscut de obicei sub numele incorect de șprei cu piper, este folosit de către forțele de ordine ca mijloc neletatal de a incapacita o persoană și într-o formă mai răspândită pentru controlul revoltelor sau de către indivizi pentru scopuri de apărare. Ardeiul în uleiuri vegetale sau ca produs horticol poate fi folosit în grădinărit ca insecticid natural.
Unele soiuri cultivate special pentru valoarea lor estetică includ „Perla Neagră” a Arboretului Național al SUA  și „Curcubeul Bolivian”. Soiurile ornamentale tind să aibă fructe și frunze colorate neobișnuit, fiind notabile culorea negră și culoarea violet. Toate sunt comestibile și majoritatea (cum ar fi „Royal Black”) sunt iuți. Anumite soiuri de ardei iuți din New Mexico sunt uscate în mod obișnuit în aranjamente ornamentale cunoscute sub numele de ristras.

### Eticheta GRAS în SUA
Numai Capsicum frutescens L. și Capsicum annuum L. sunt fructe în general recunoscute ca sigure (Generally recognized as safe) de către guvernul SUA.  

## Imagini cu soiuricomunedin lume

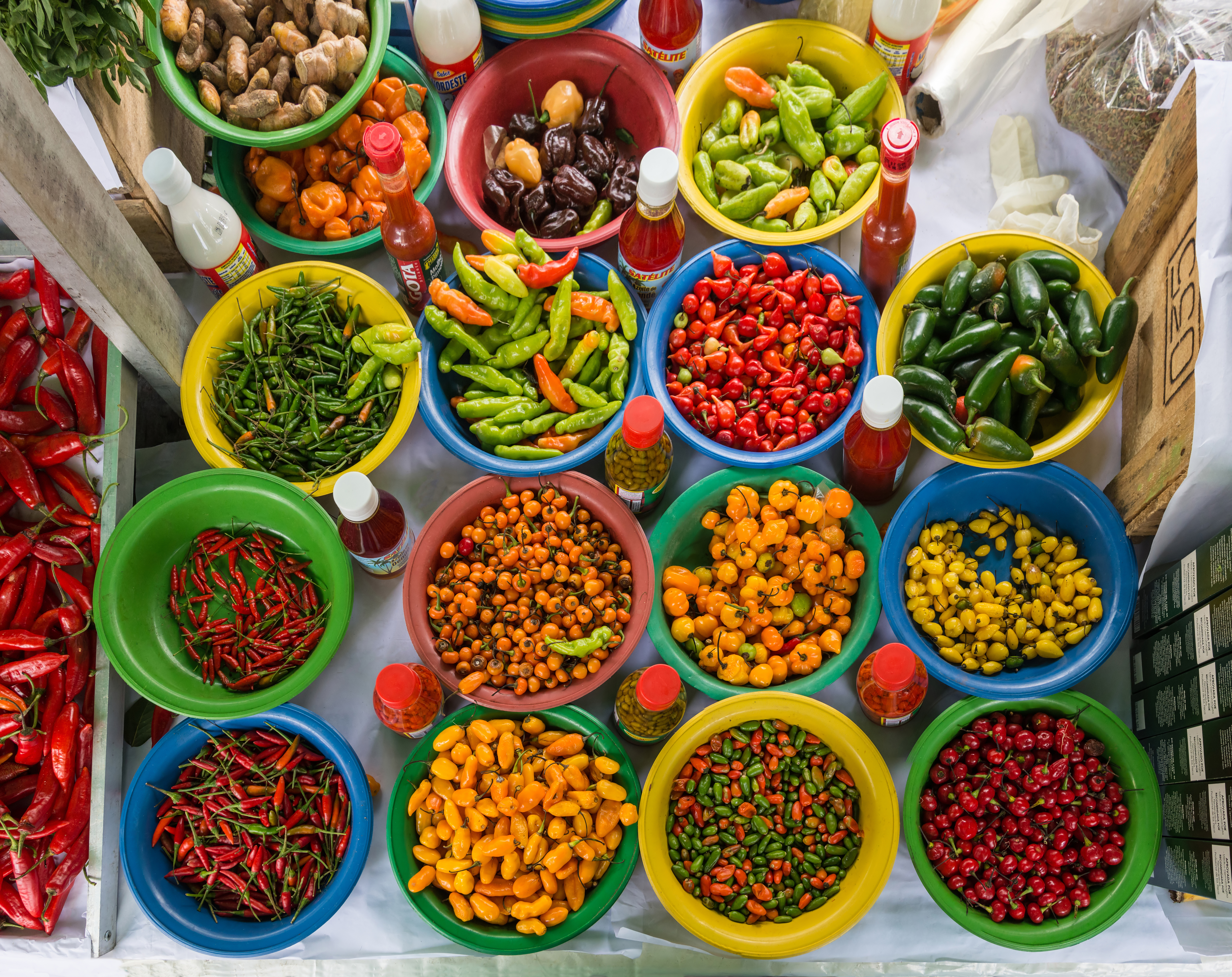
Diferite soiuri și specii de Capsicum în São Paulo, Brazilia.jpg
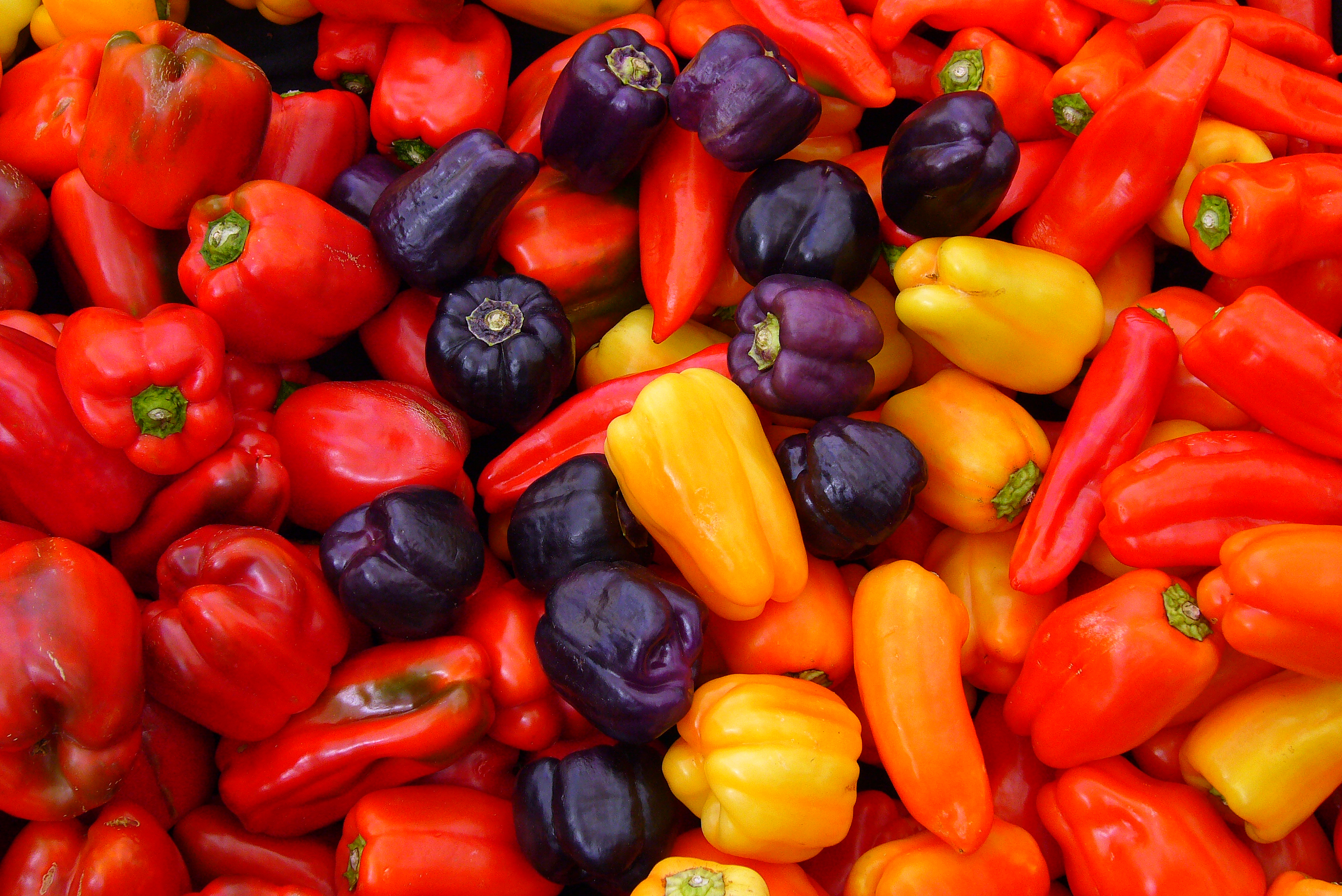
Soiuri de Capsicum annuum
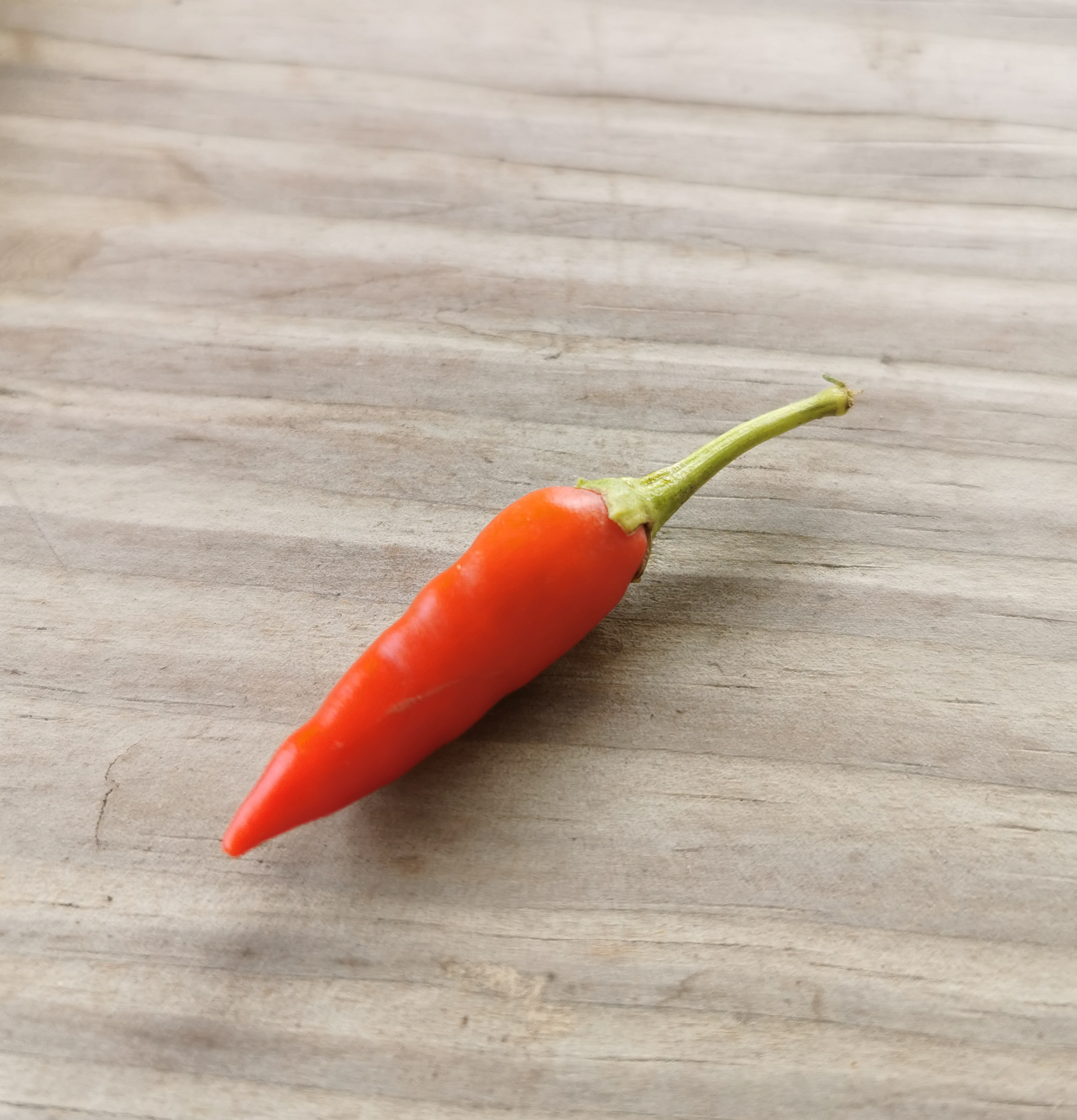
Capsicum annum L. var. fasciculatum irlandez
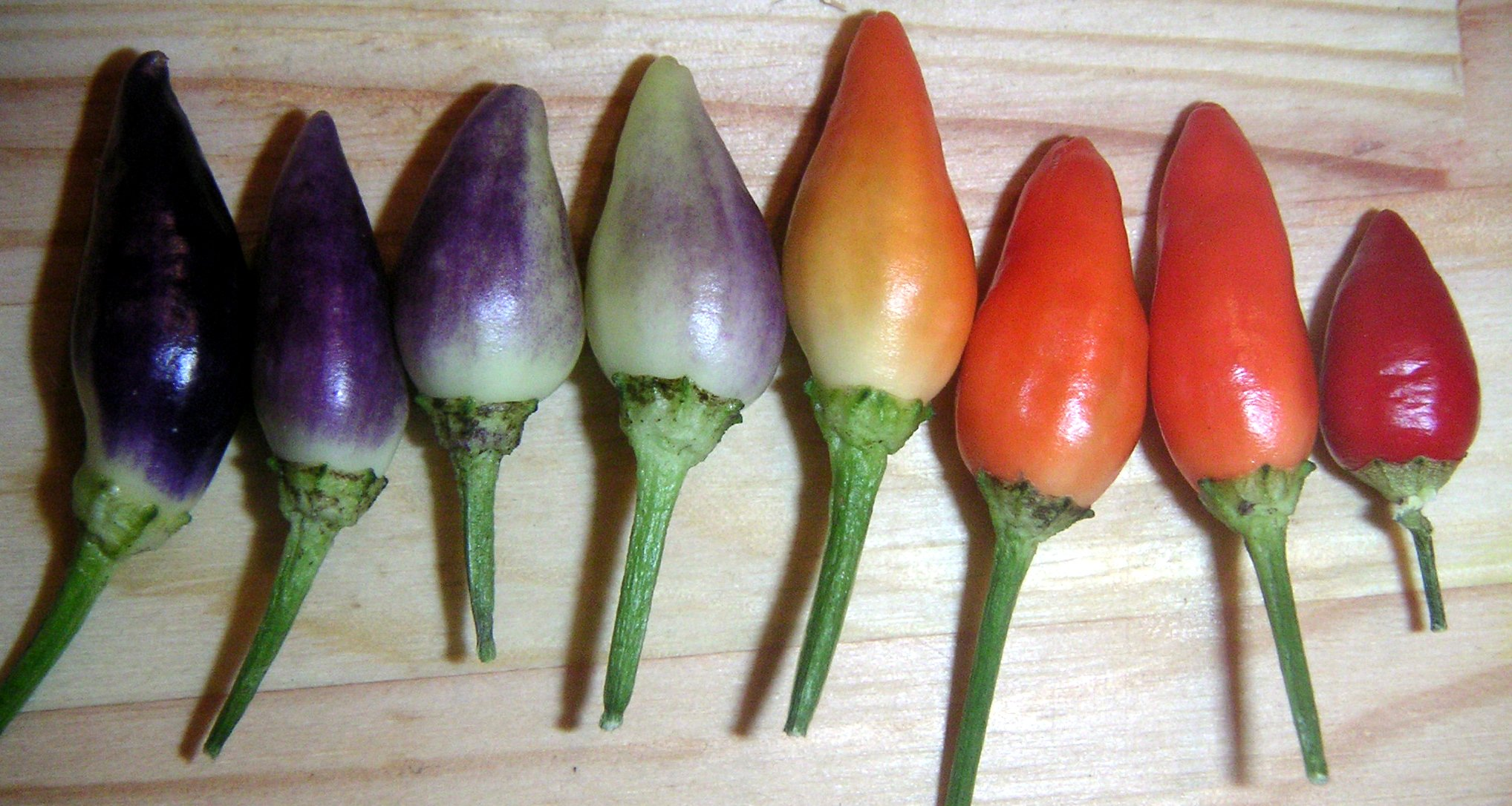
Capsicum annuum 'Twilight' - de la necopt (stânga) la copt (dreapta).
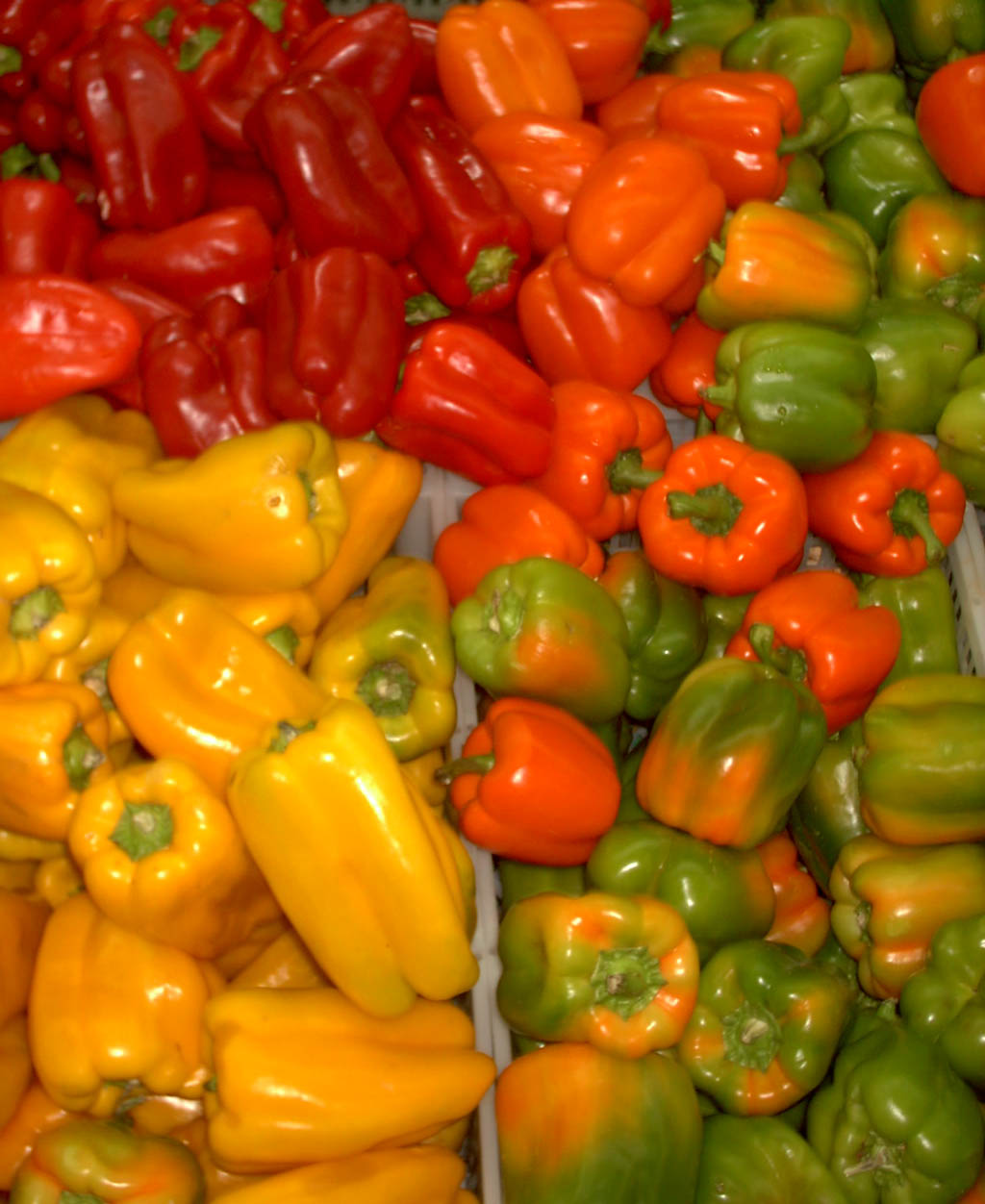
Culori ale ardeiului gras
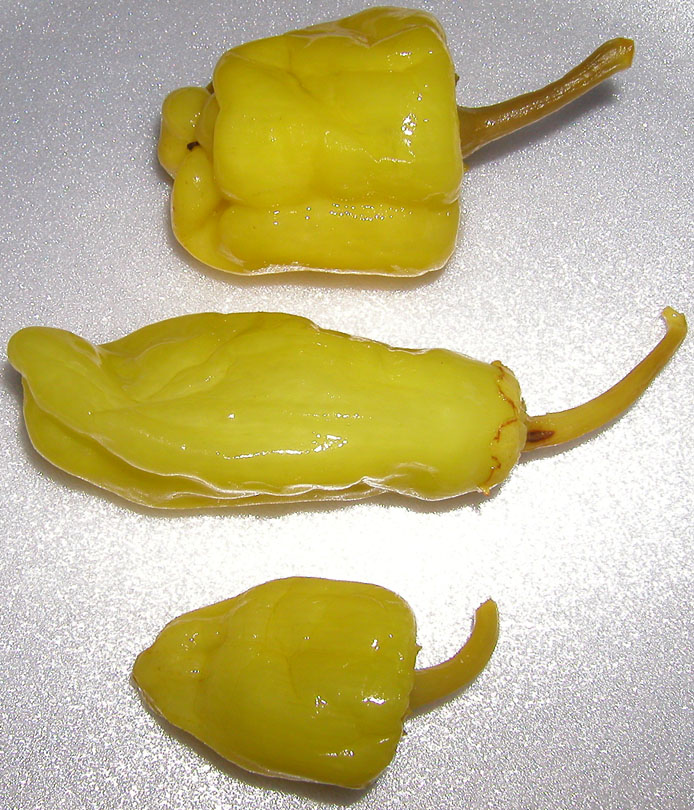
Peperoncini (C. annuum)
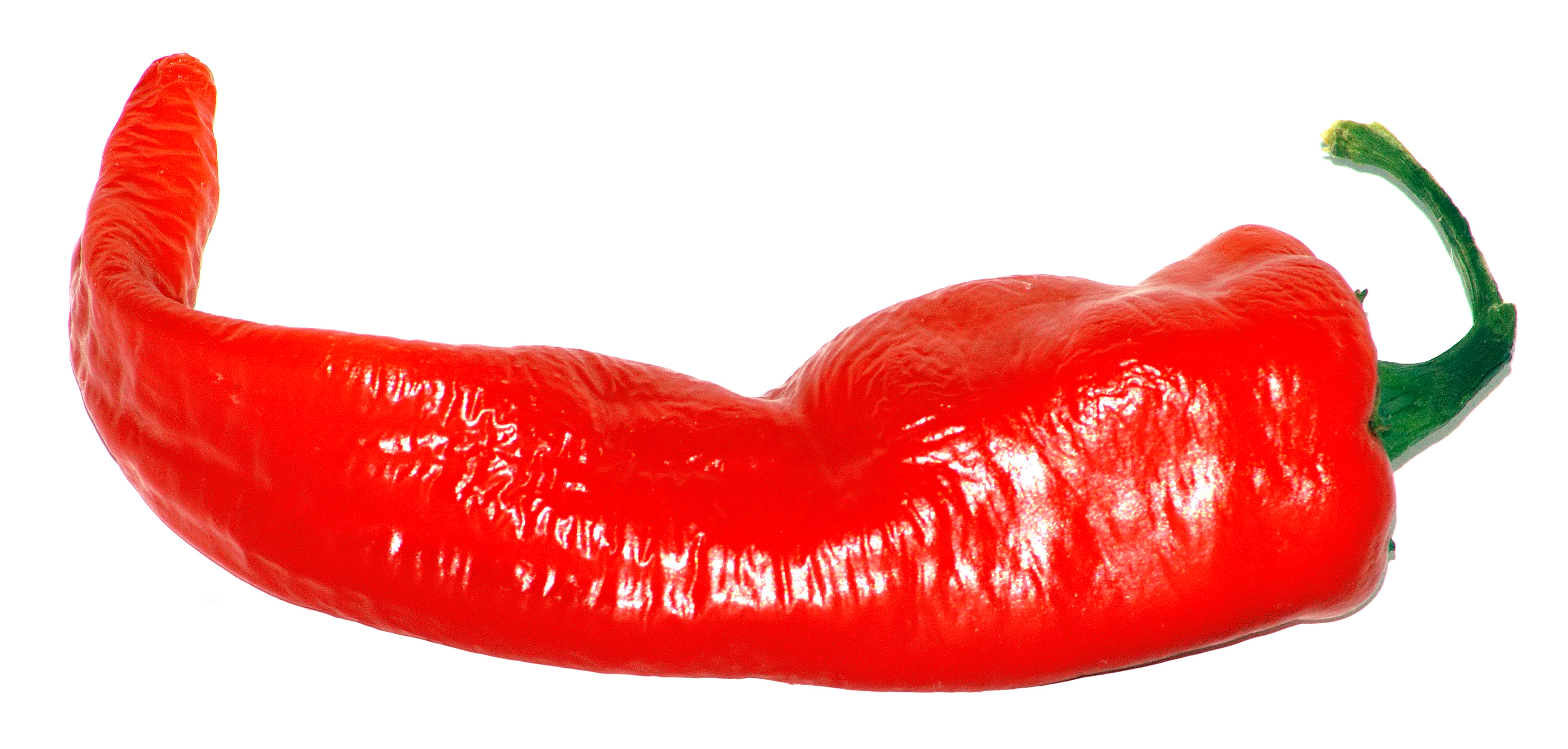
Ardei Cayenne (C. annuum)
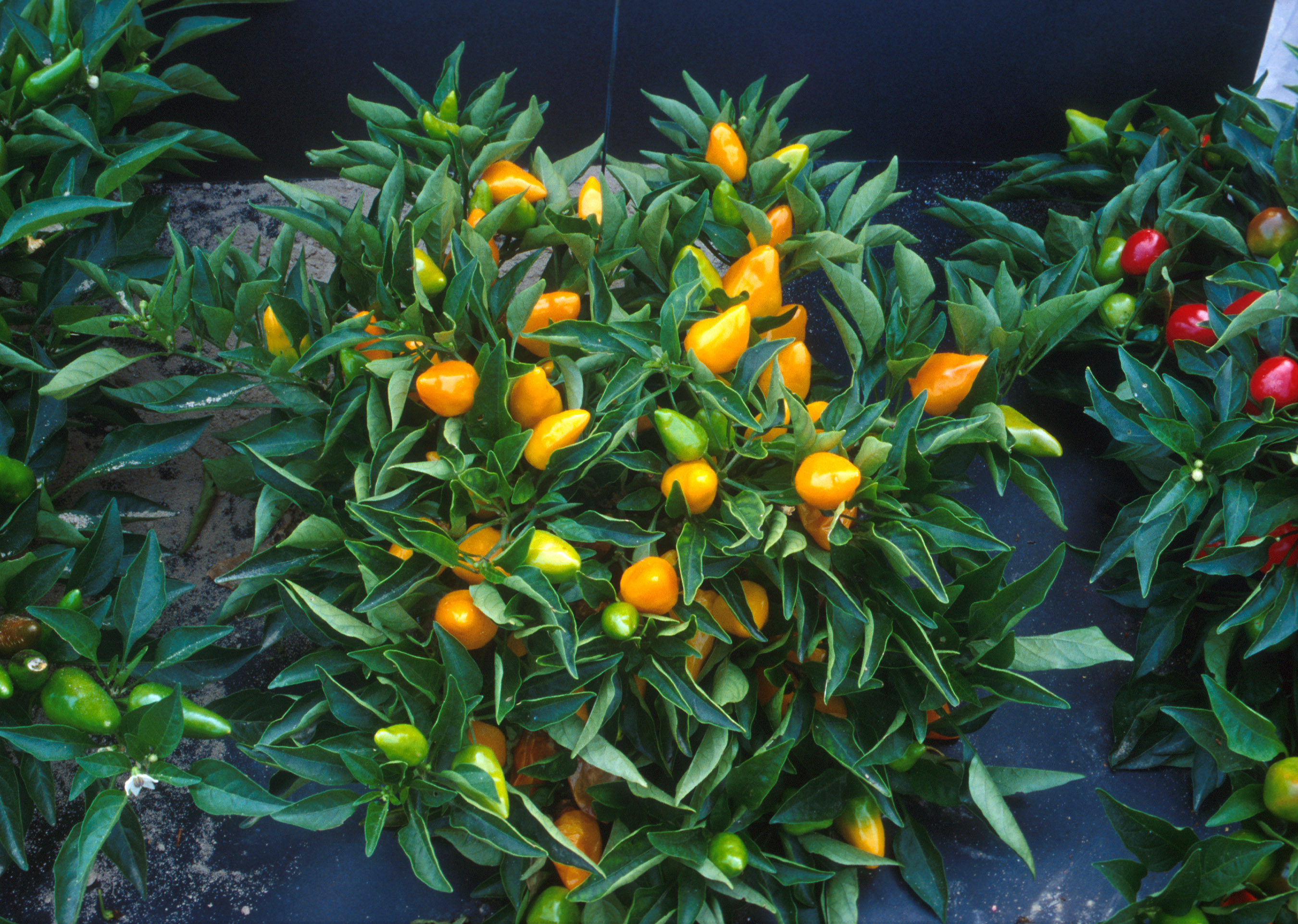
Plantă compactă de ardei portocaliu
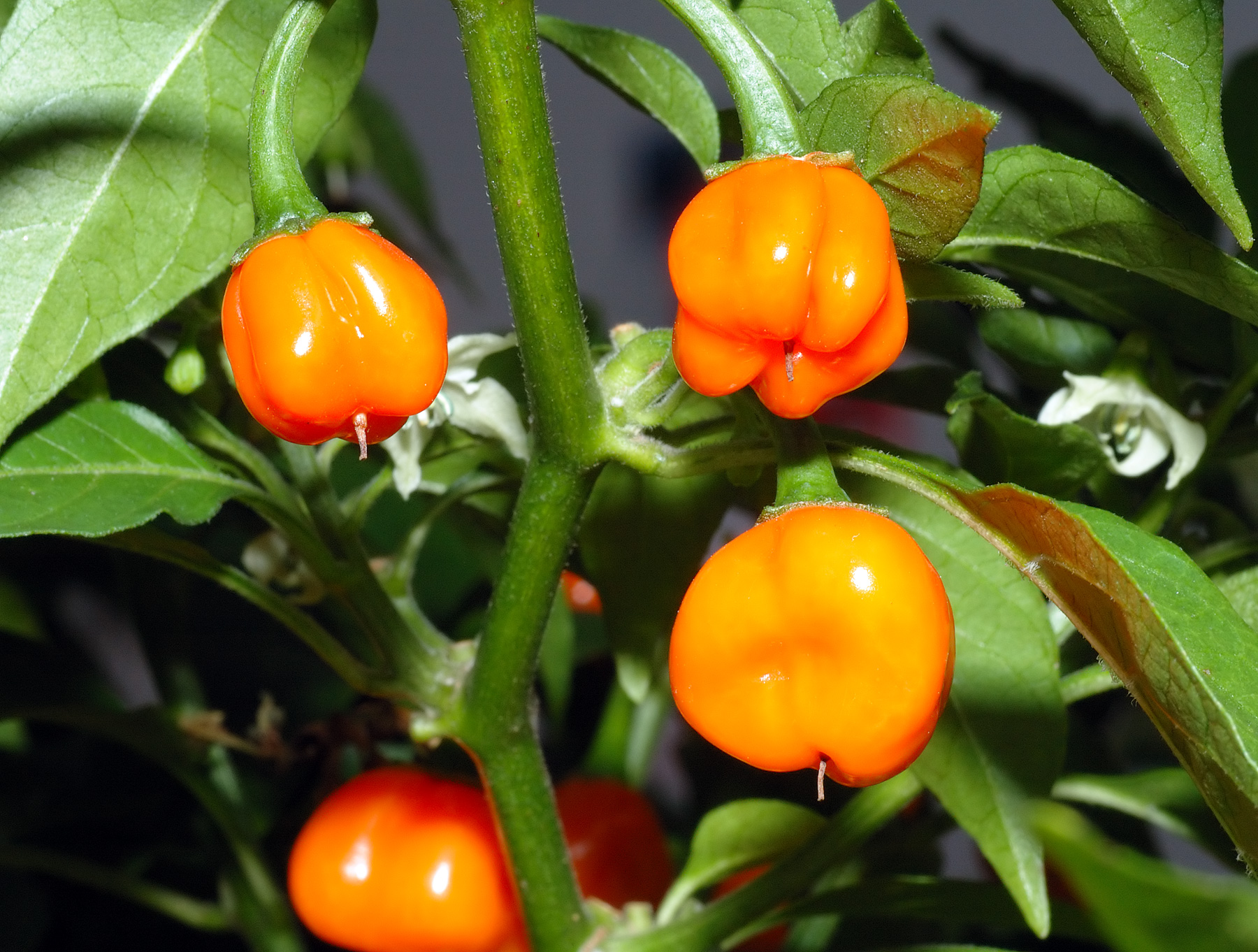
Ardei Habanero iute (C. chinense Jacquin) - plantă cu flori și fructe
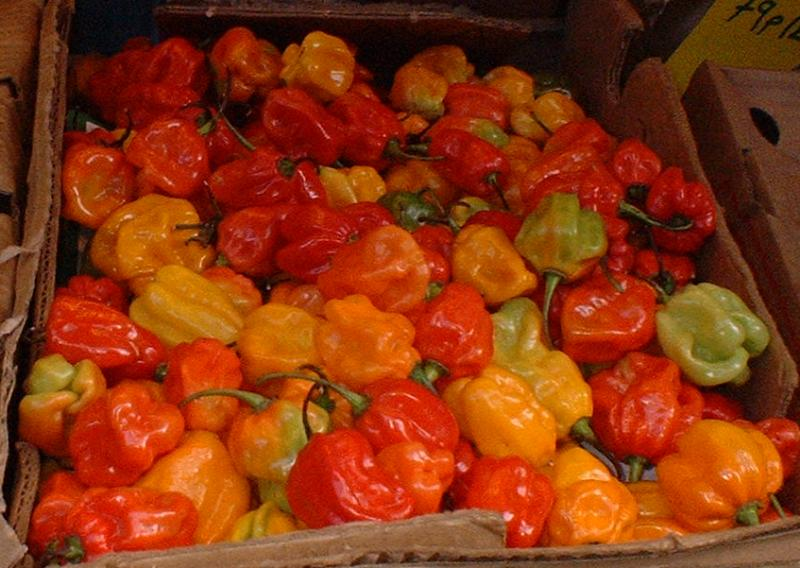
Scotch bonet (C. chinense) într-o piață din Caraibe
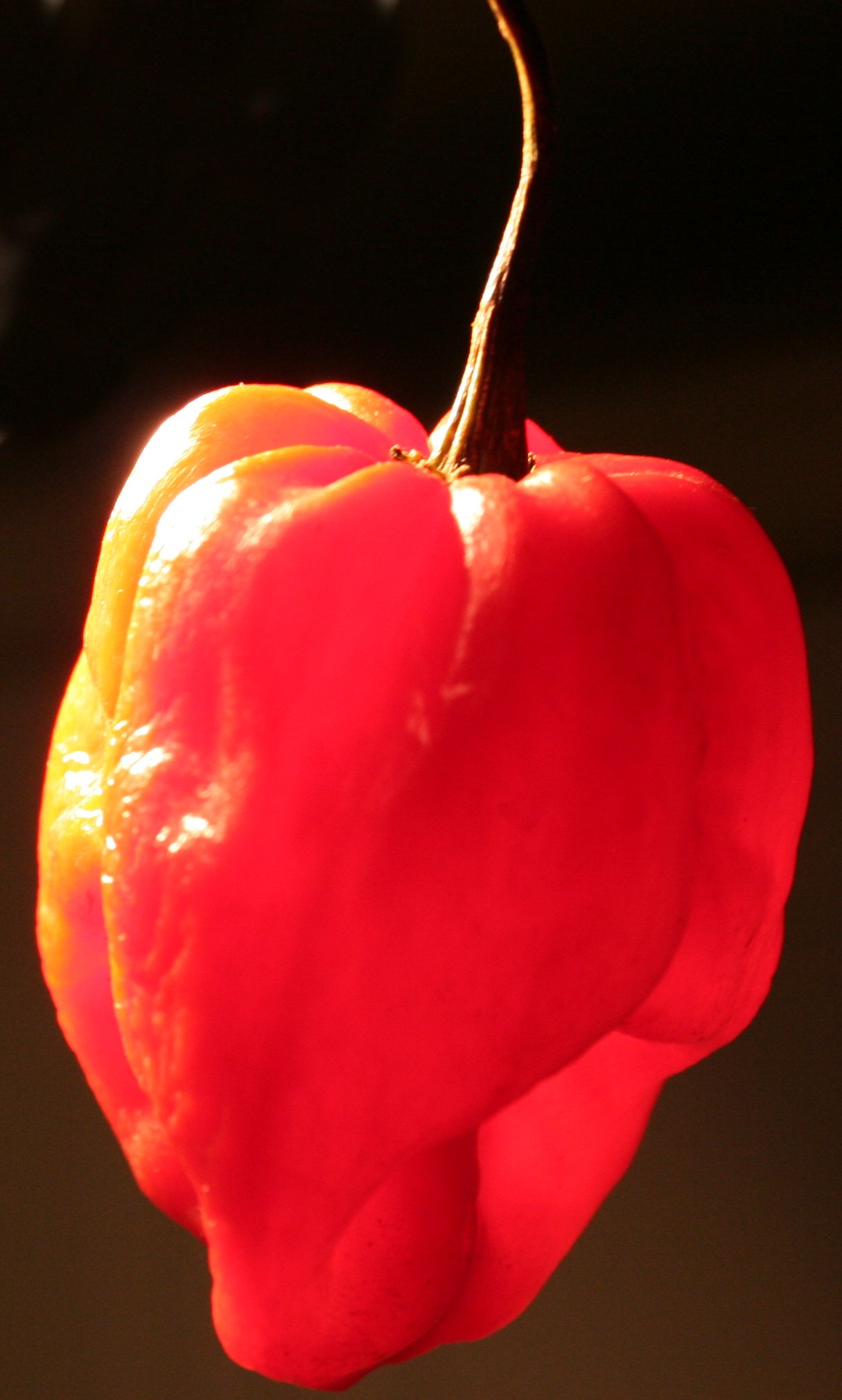
Ardei iute Scotch Capota
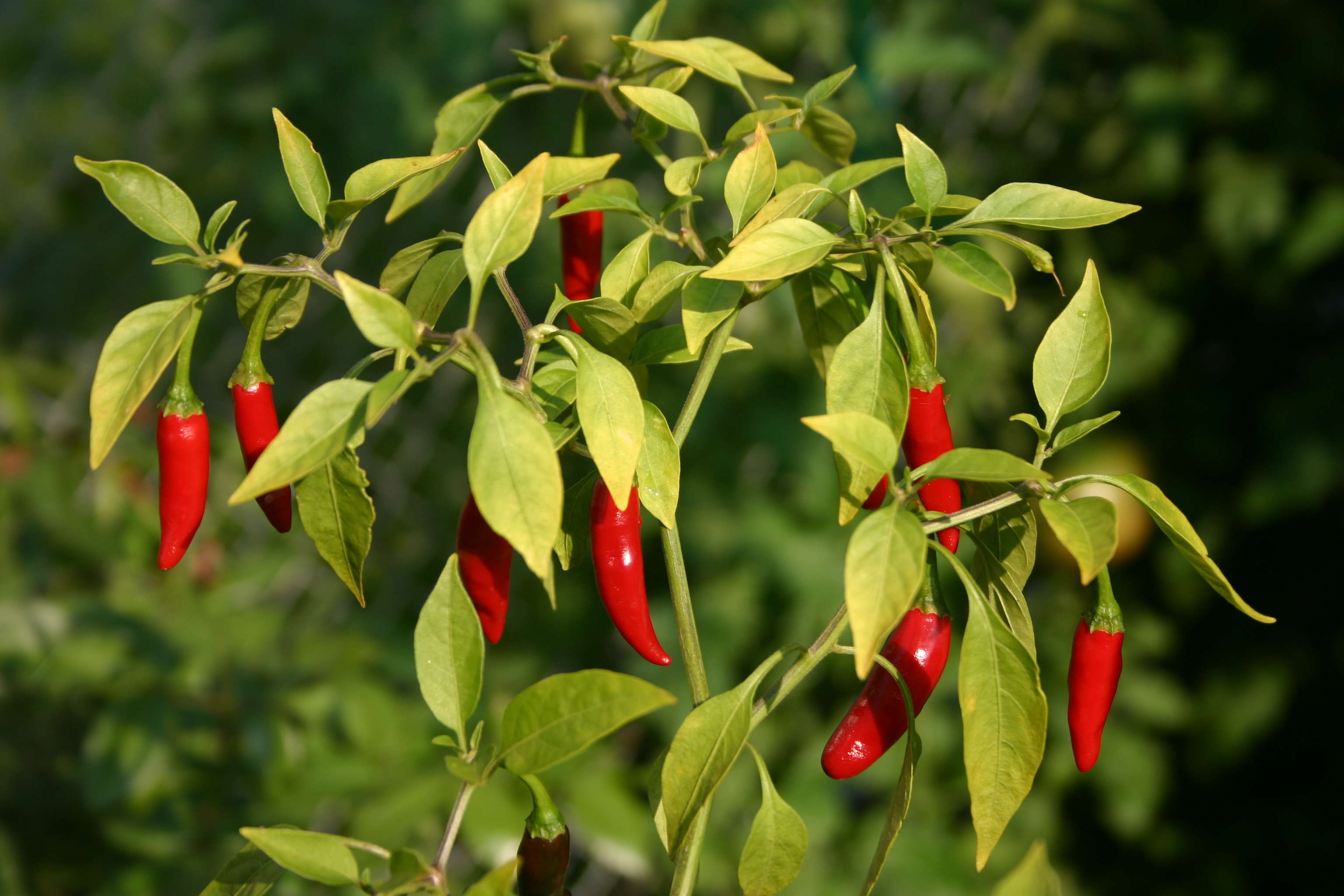
Ardei thailandezi (C. annuum)
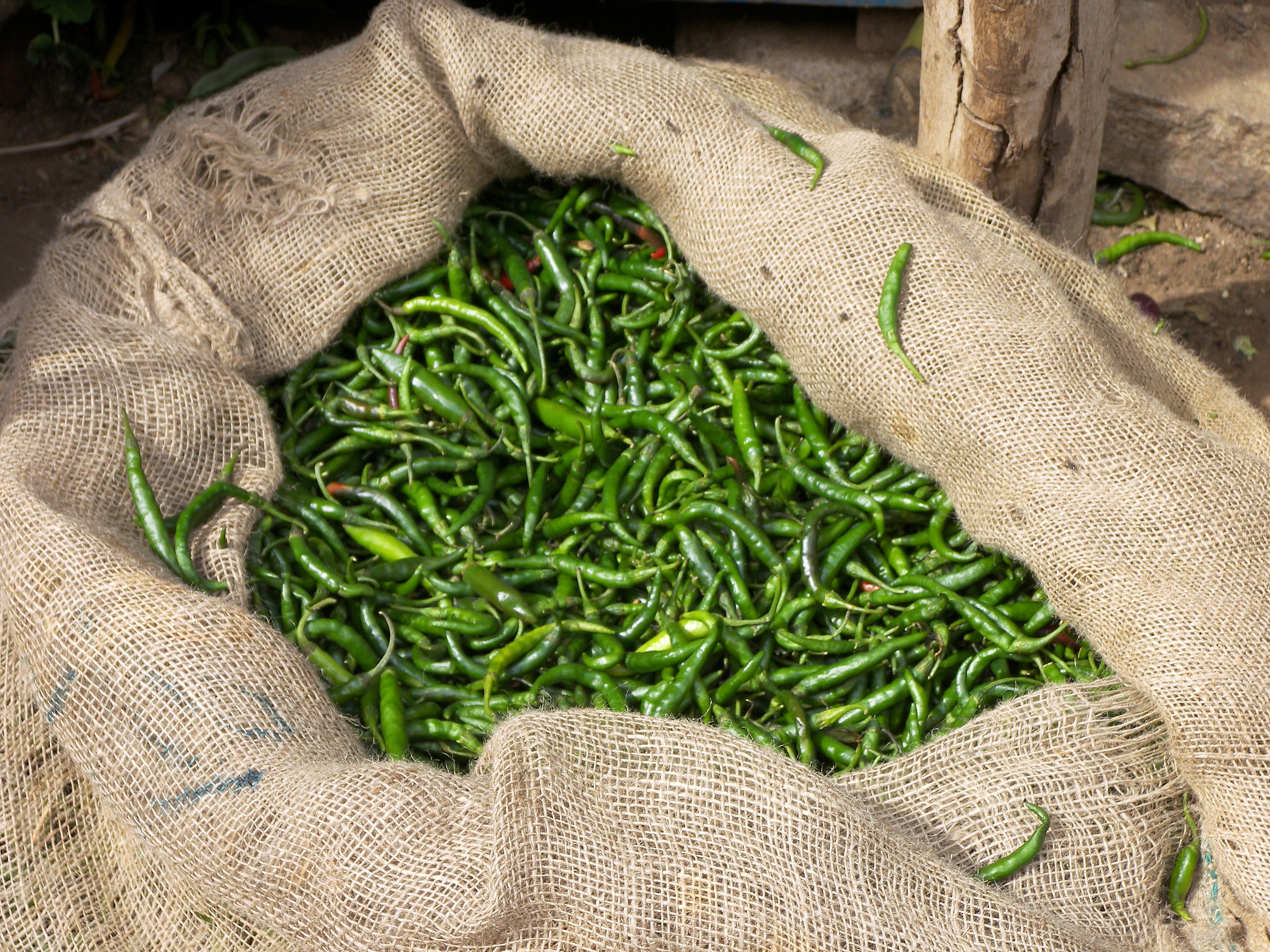
Ardei iute verde indian proaspăt într-o piață din Bangalore
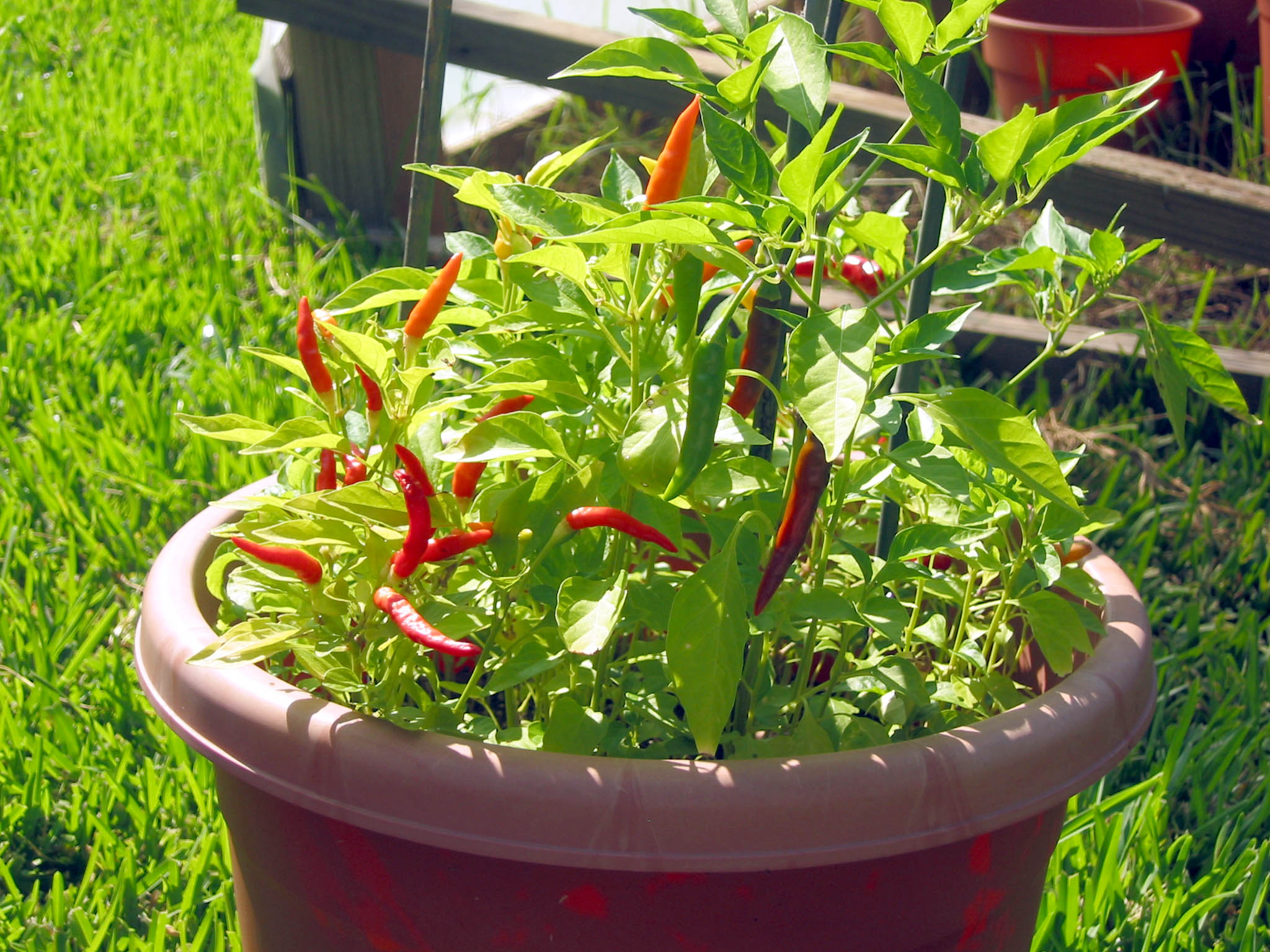
Piri piri (C. frutescens) numit și „Diavolul african”
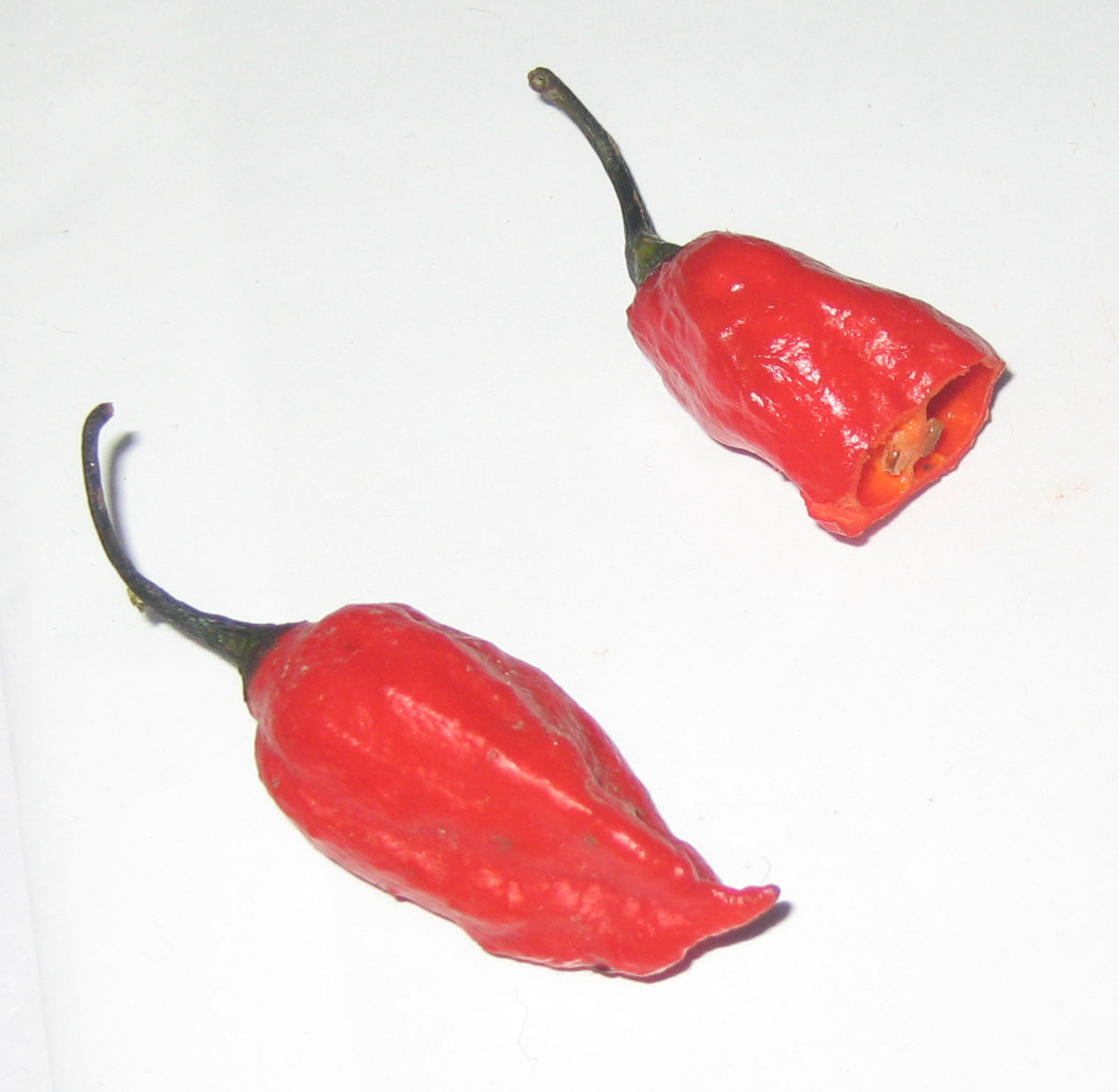
Naga jolokia Chilli (bhut jolokia) (C. chinense X C. frutescens)
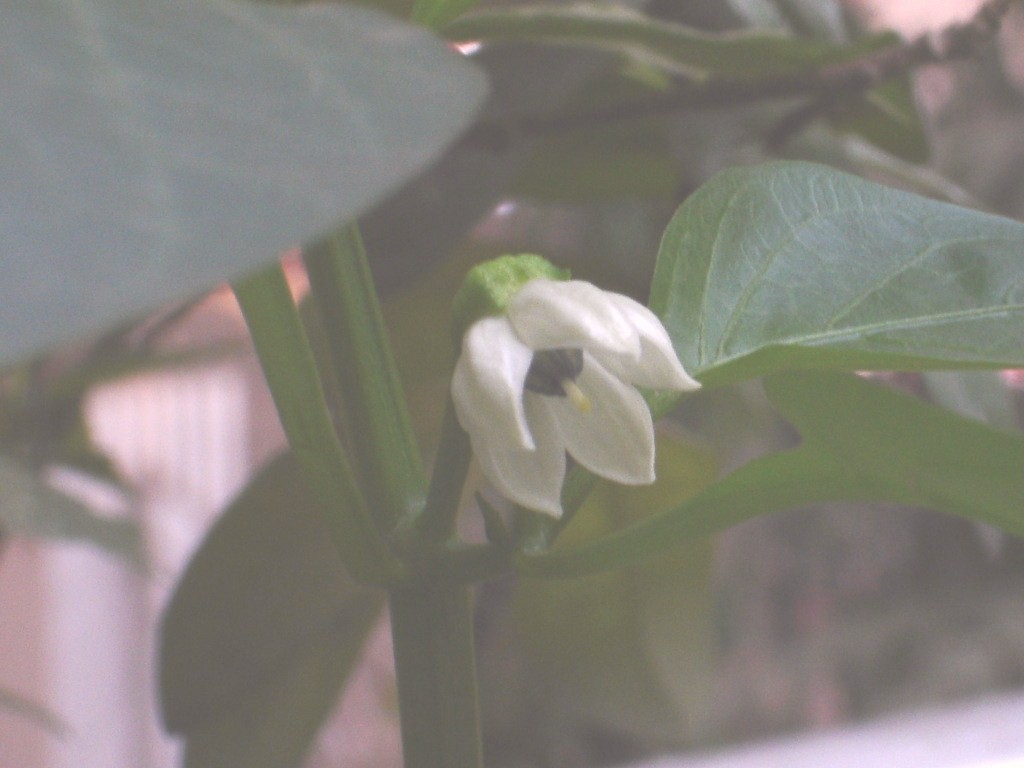
Floare de C. annuum
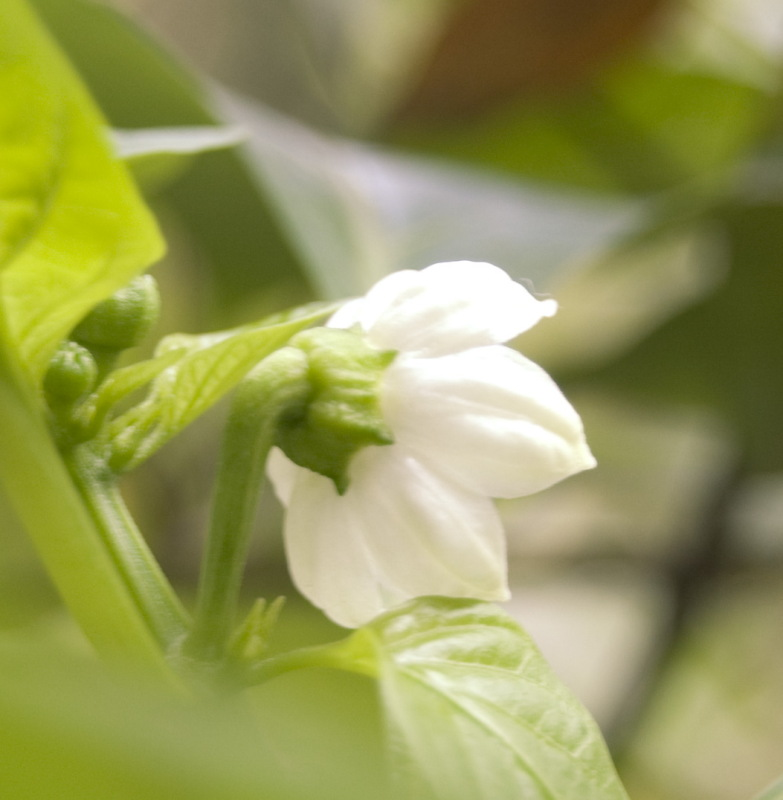
Floare de C. annuum de aproape
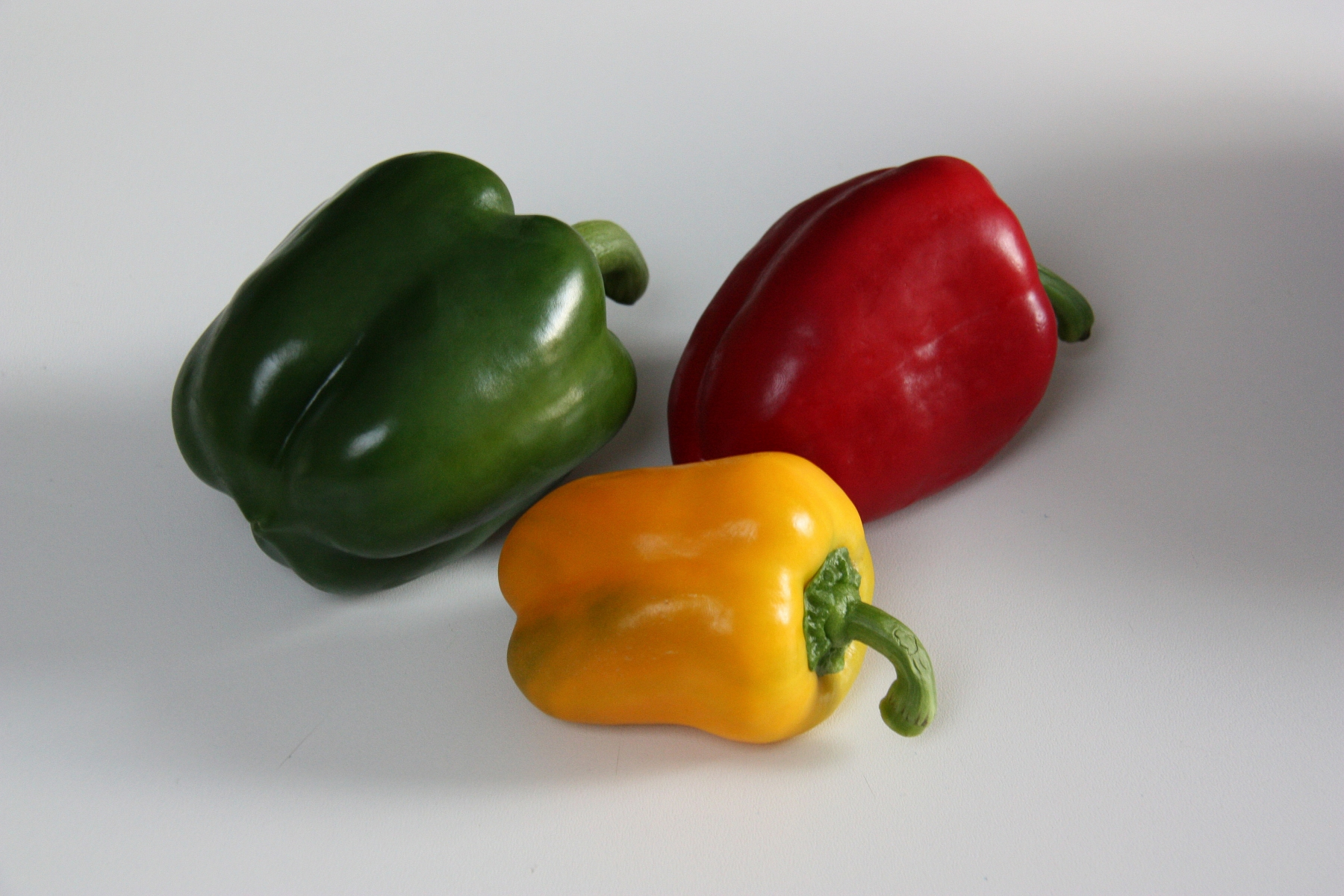
Ardei gras verde, galben și roșu
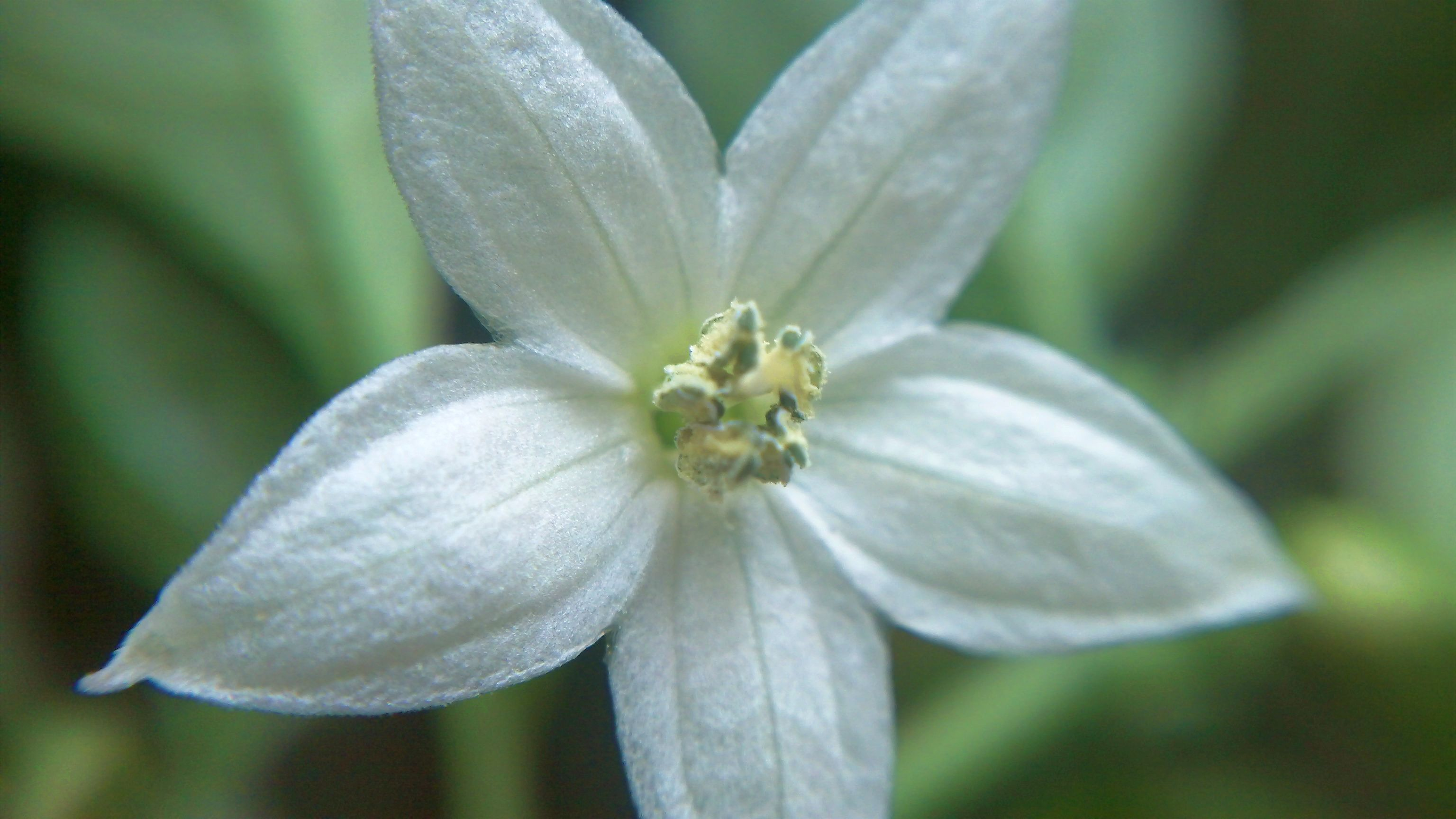
Floarea ardeiului roșu iute bangi, Malaezia
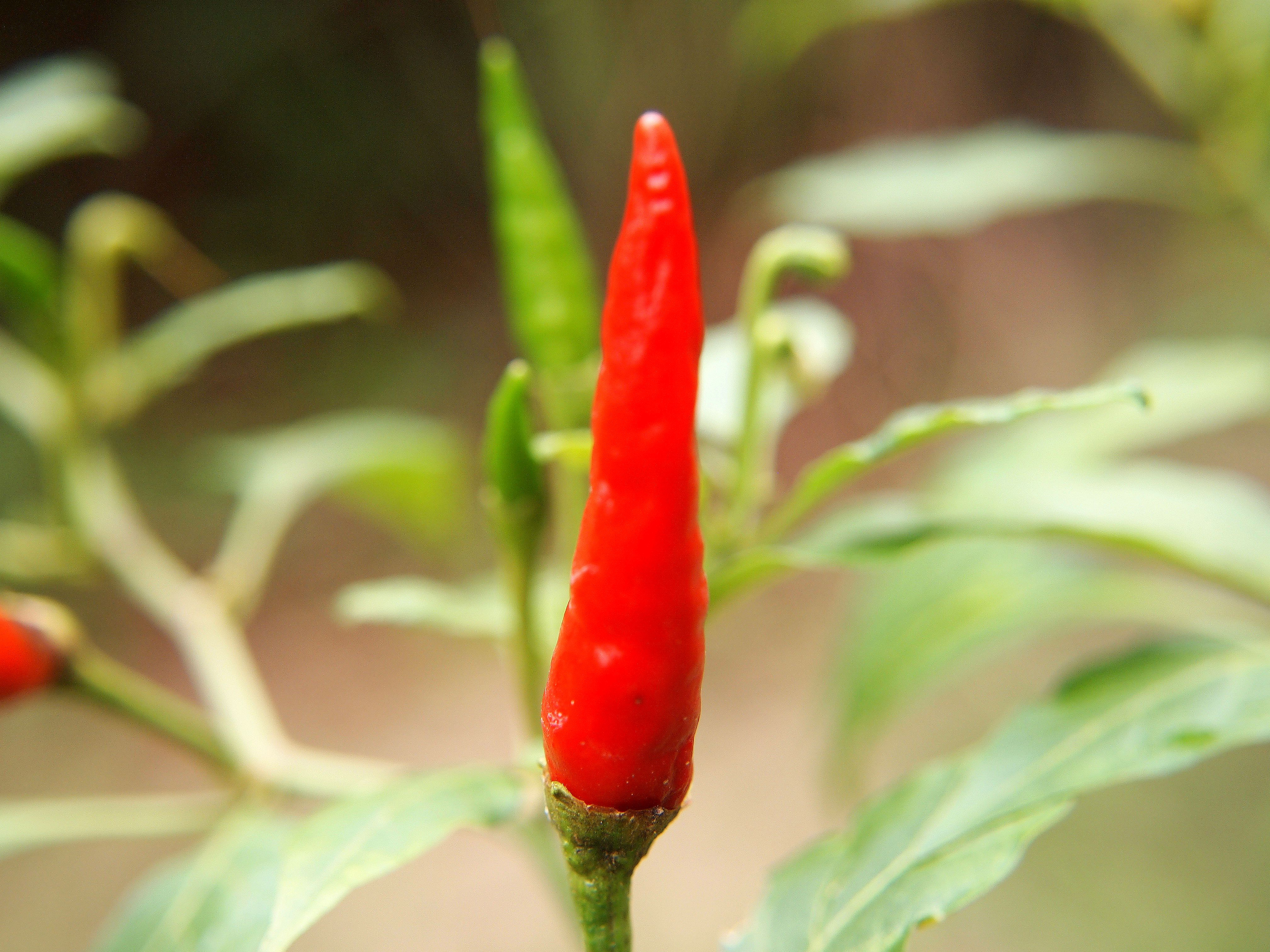
Un ardei mic, dar foarte iute, în Malaezia
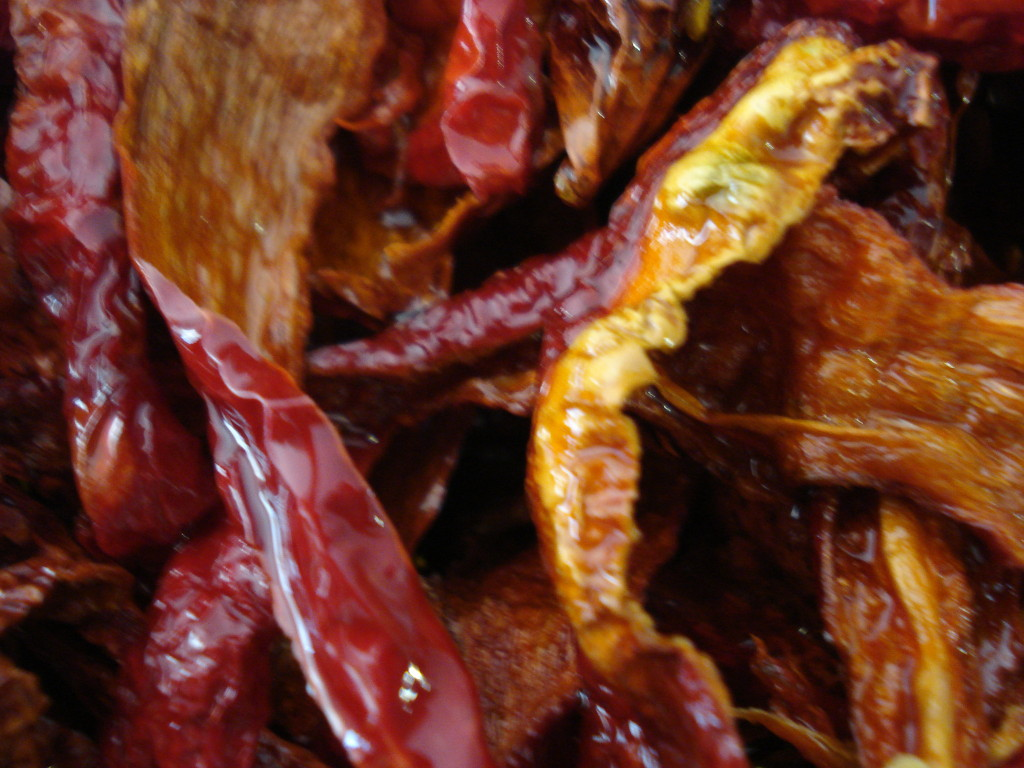
Peperoni cruschi, ardei gras uscat și crocant din Basilicata
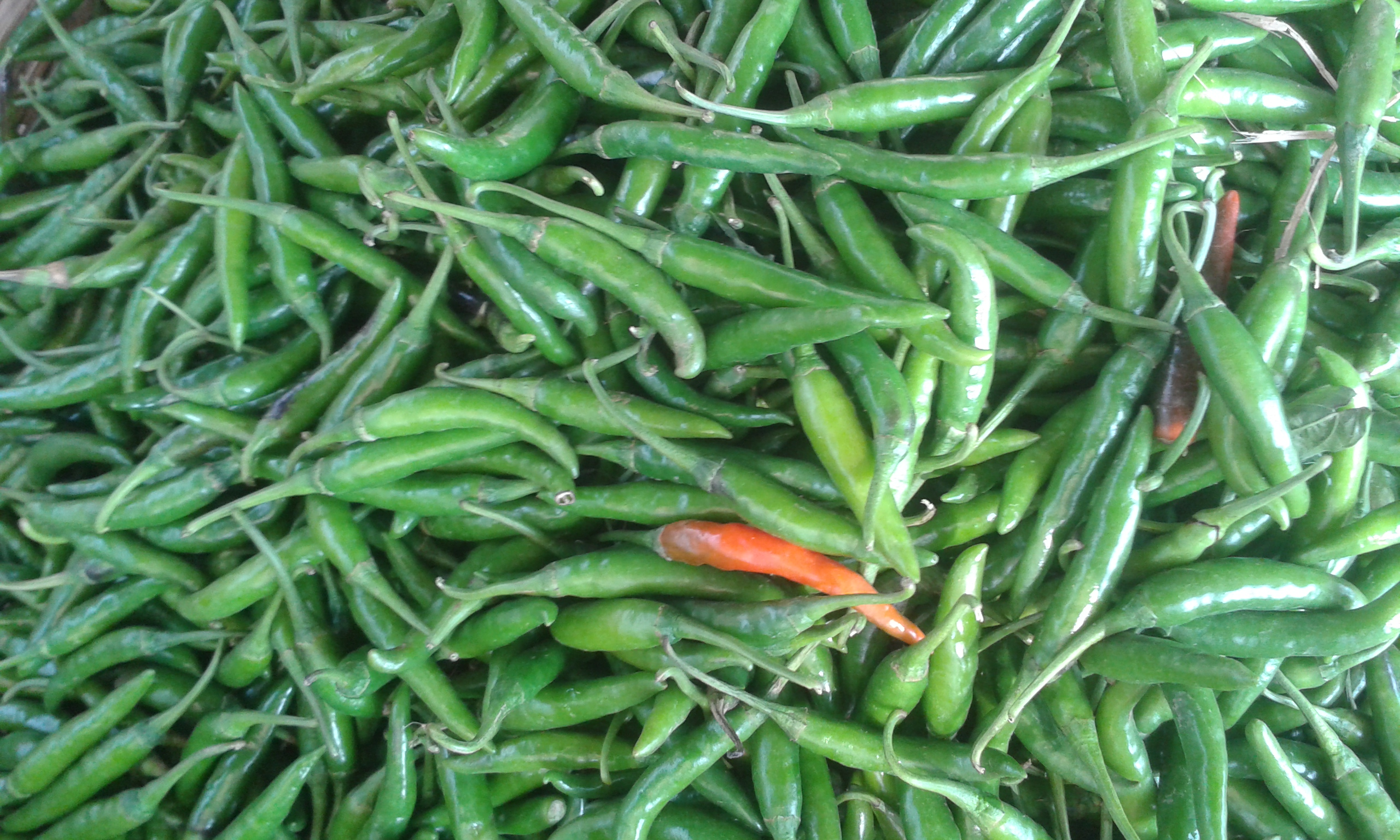
Ardei în Bangladesh
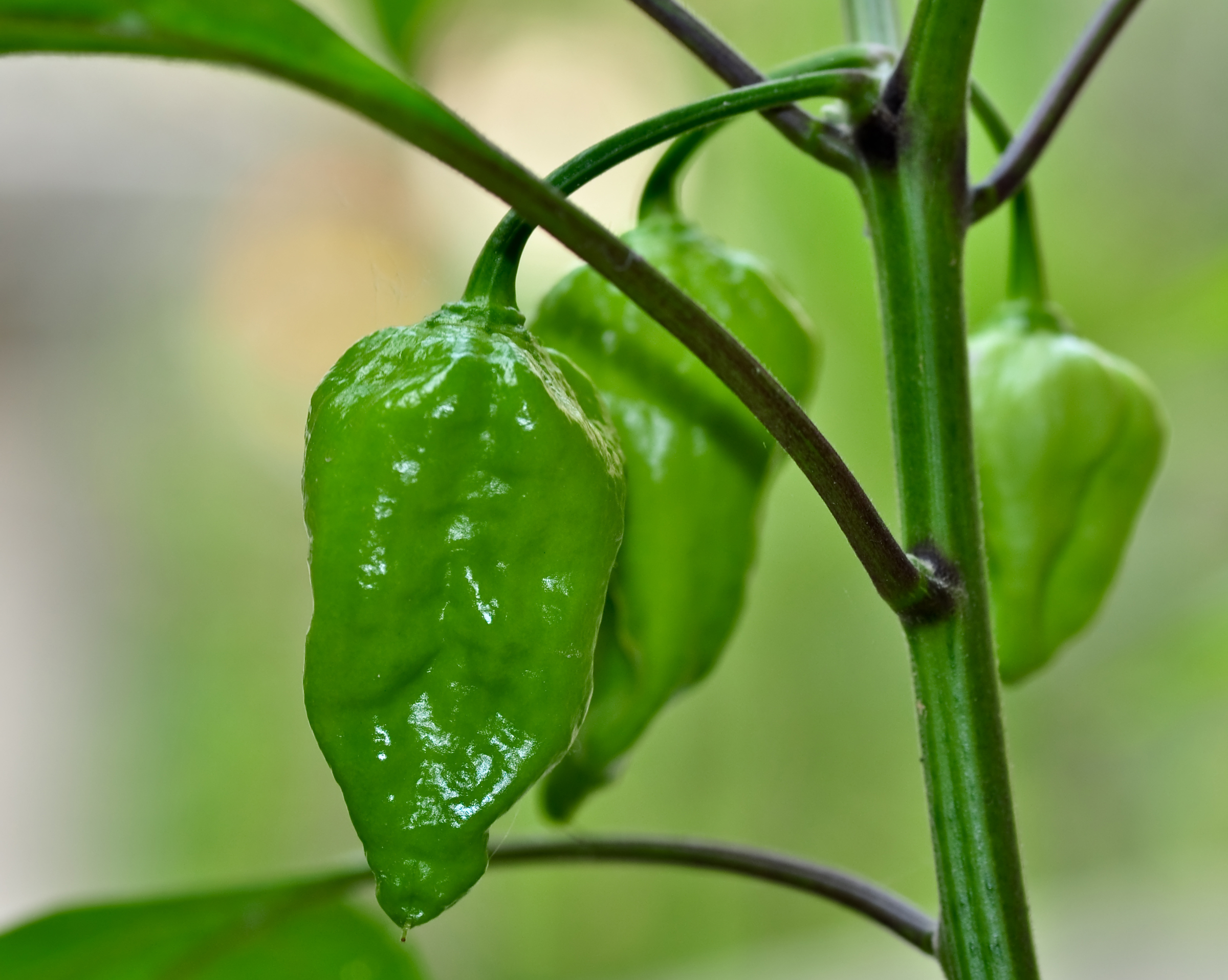
Naga Morich din Bangladesh